# Giudecca
Pour les articles homonymes, voir Giudecca (homonymie).
La Giudecca est une des îles de la lagune de Venise (celle-ci est plus exactement un groupement de neuf îles), la plus grande, immédiatement au sud des îles centrales, dont elle est séparée par le canal de la Giudecca.
Elle dépend administrativement du sestiere de Dorsoduro depuis 1171.
L'île de San Giorgio Maggiore, dont elle est séparée par le canal de la Grâce, se situe en face de son extrémité est.

## Îles

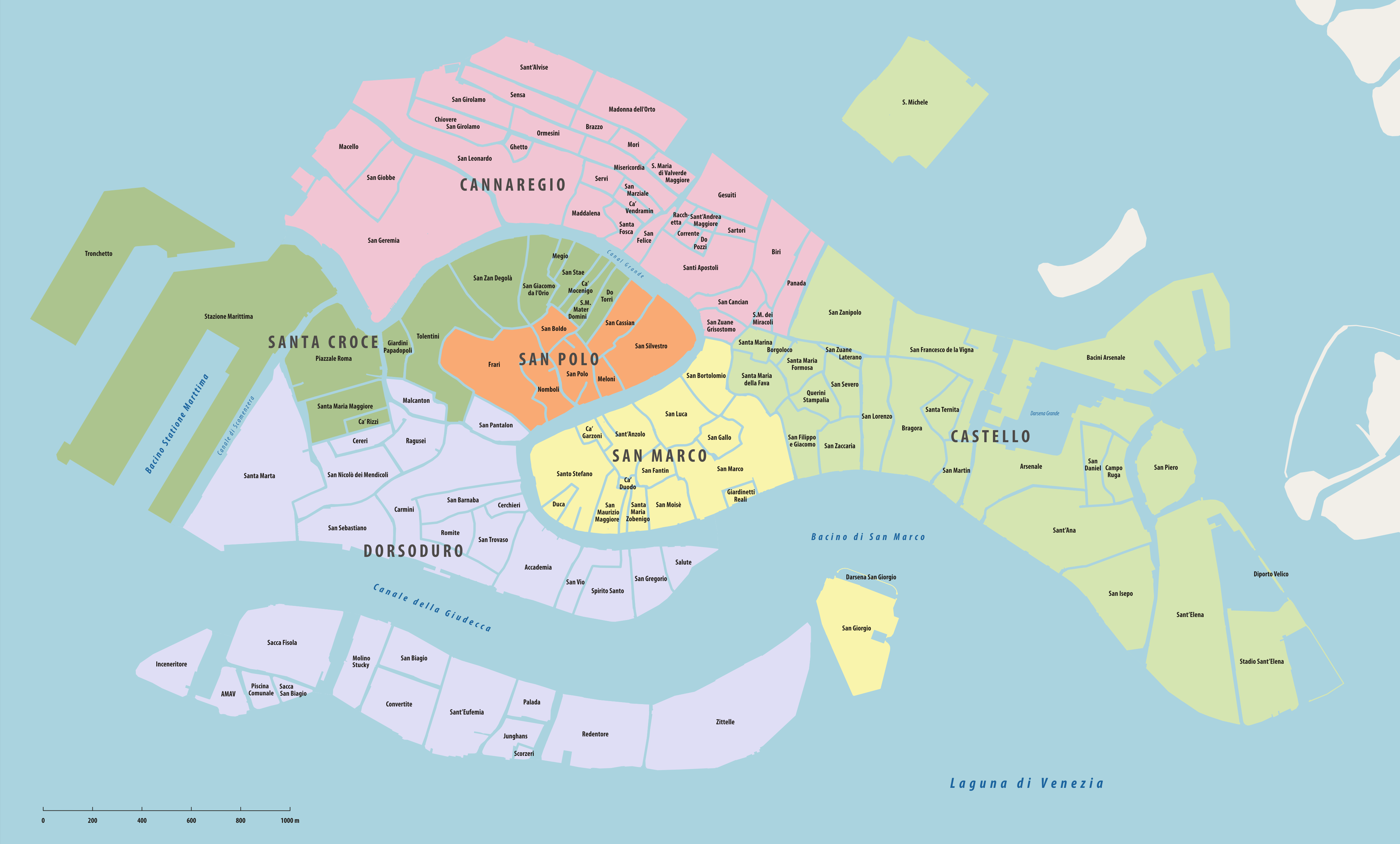
Les îles individuelles de Centre-ville de Venise

Les îles individuelles d'ouest en est : 
- Molino Stucky
- Convertite
- San Biagio
- Sant’Eufemia
- Junghans
- Scorzeri
- Palada
- Redentore
- Zittelle

## Histoire

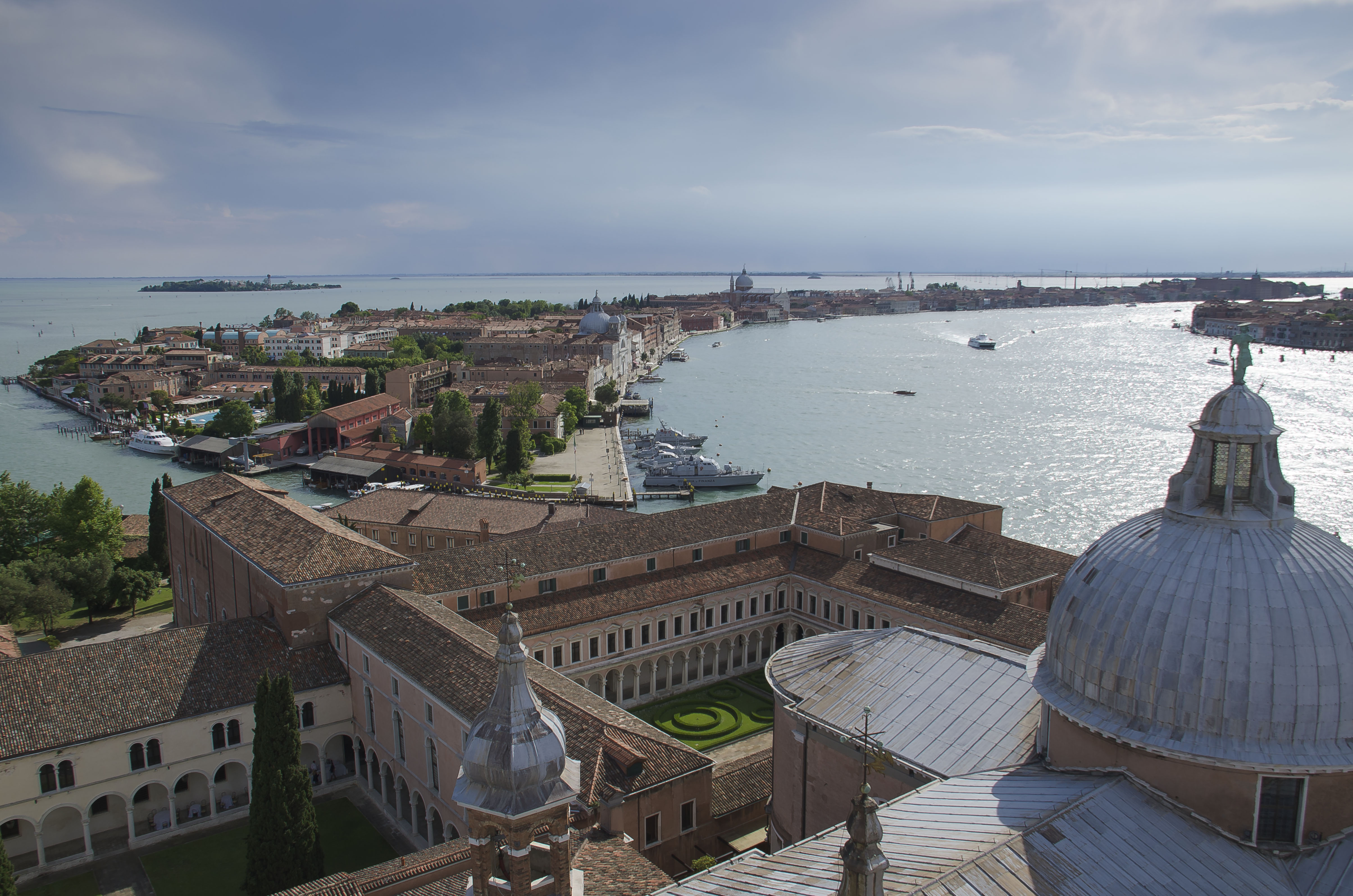
La Giudecca, vue de San Giorgio Maggiore.

L'île était connue à l'origine sous le nom de Spina Lunga ou Spinale (« Longue Arête », de spina, arête de poisson) à cause de sa forme courbe et allongée. Au xiie siècle, on attribua à la communauté juive (la plus importante, après les grecs) cette île, Spinalunga, qui prit le nom de Giudecca (Giudecca (quartiers juifs) quand les juifs s'y installèrent.
En 1527, un décret ordonna aux Juifs de déménager dans la zone du Cannaregio, où se trouvaient les anciennes fonderies à canons.
L'île devint ensuite, à l'âge d'or de la république de Venise, un lieu de villégiature et d'évasion, composée de palais entourés de grands parcs.

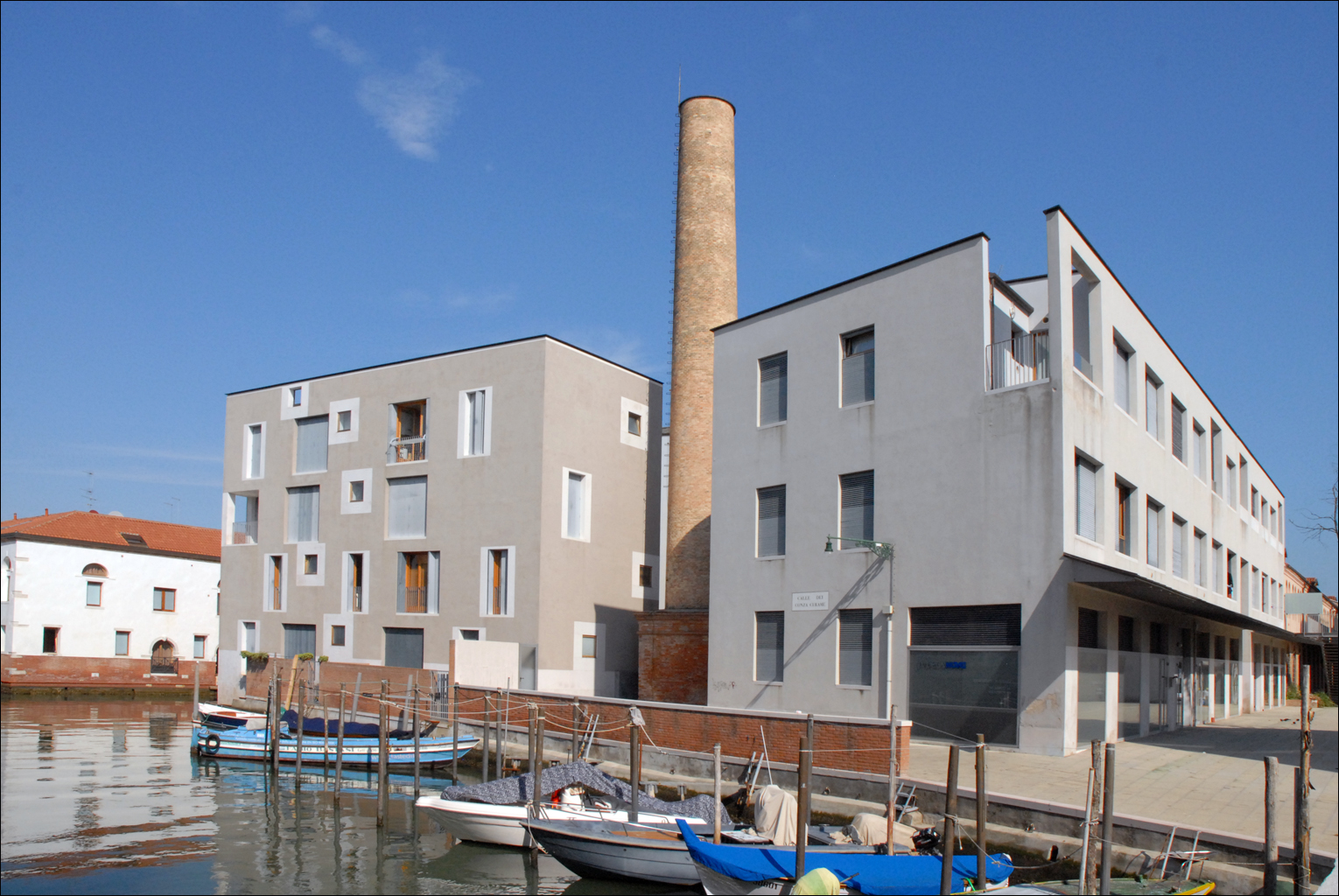
Le quartier Junghans, zone résidentielle ayant remplacé l'usine de montres du même nom.

La magnificence de cette période est notamment attestée par l'imposante église du Redentore (« rédempteur »), conçue par Andrea Palladio entre 1577 et 1592 pour marquer la fin de la terrible épidémie de peste qui frappa la cité en 1576 et tua un tiers de ses habitants. Tous les ans, le doge et son entourage visitaient l'église en traversant le canal sur un pont de bateaux, à partir du quai du Zatterre dans le sestiere du Dorsoduro. Cette fête du Rédempteur a toujours lieu, dans la troisième semaine de juillet.
L'endroit devint une zone d'industrie au début du XXe siècle comprenant des chantiers navals et des fabriques, puis un studio de cinéma (Cinevillaggio). Le déclin de la Giudecca commença après la Seconde Guerre mondiale avec la fermeture progressive du secteur industriel. Pendant de nombreuses années, la Giudecca devient un lieu dégradé et mal famé, avant qu'une série de réhabilitations en fasse à nouveau une zone résidentielle moderne. Elle est réputée pour son long quai au Nord, qui forme une promenade et offre une vue dégagée sur Venise.

### Églises

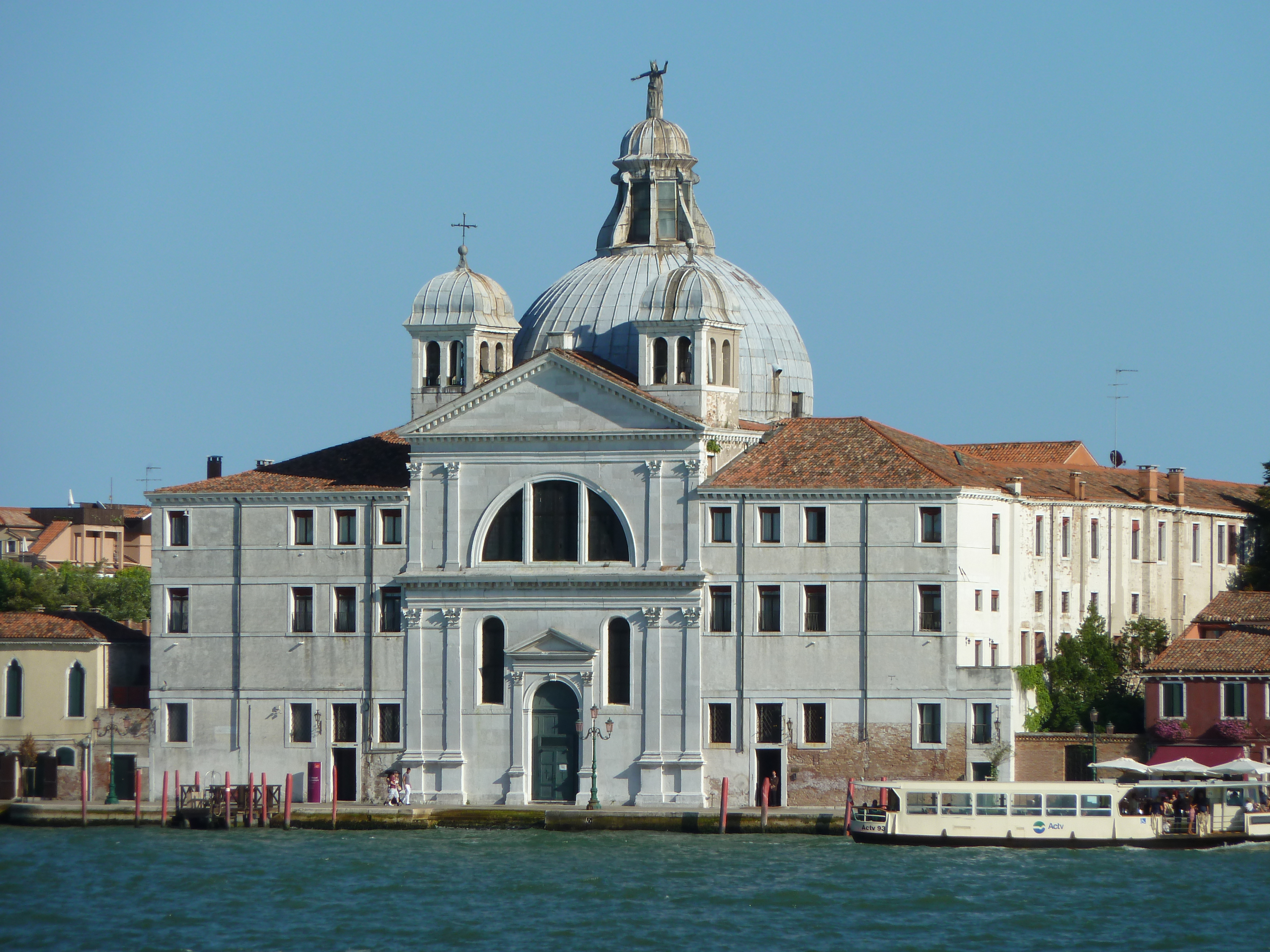
Église des Zitelle
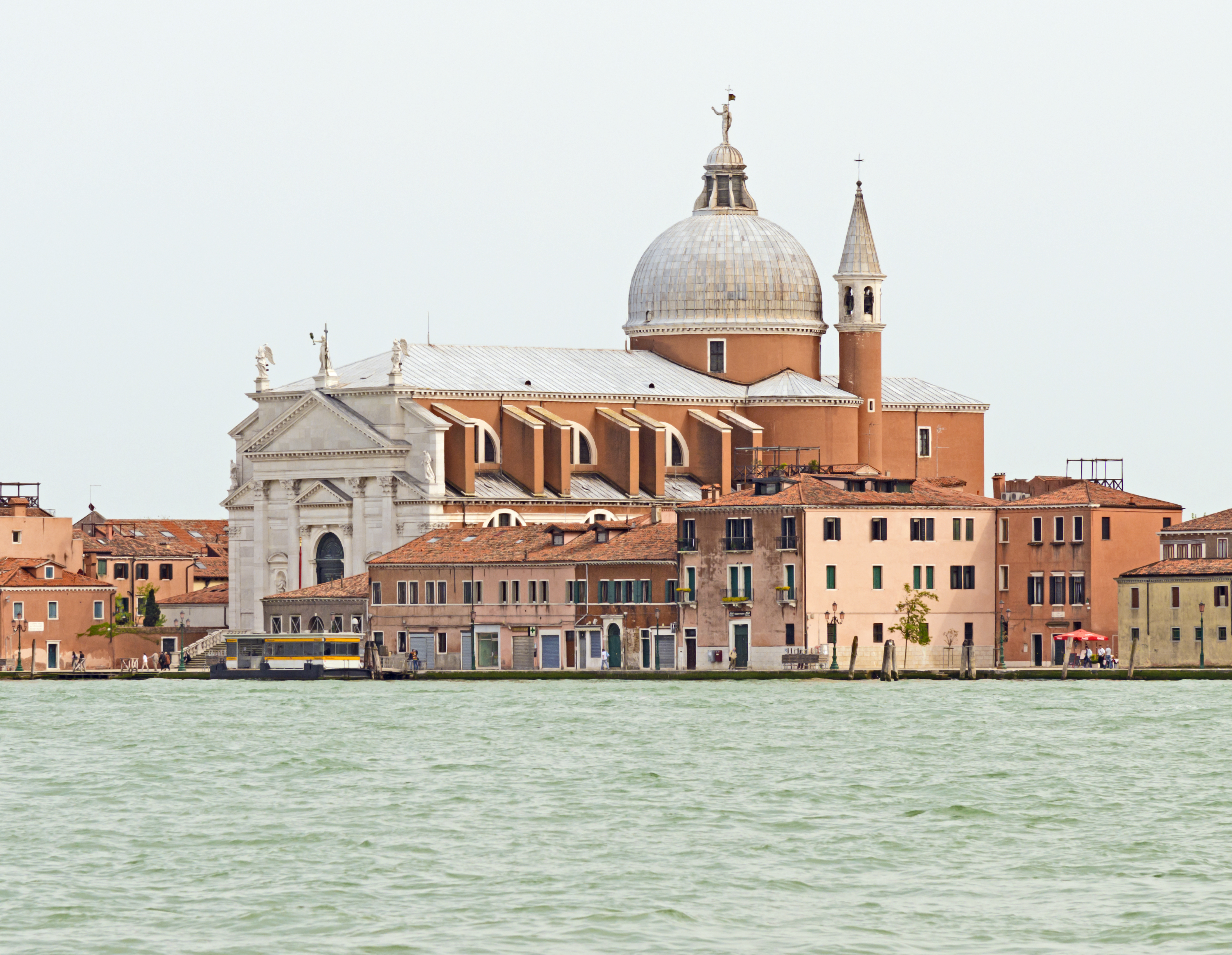
Église du Rédempteur
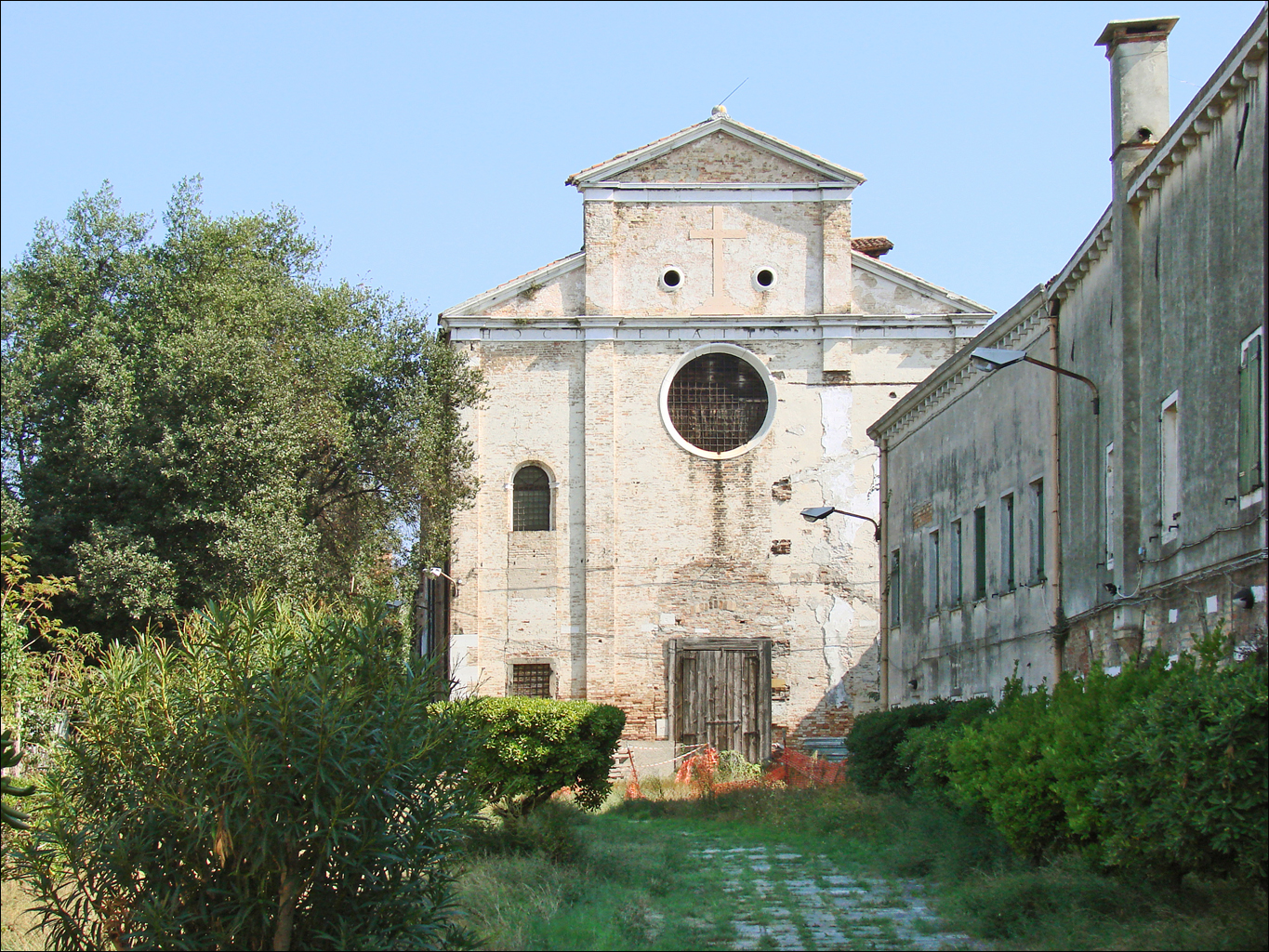
ancienne Église Santa Croce de Venise
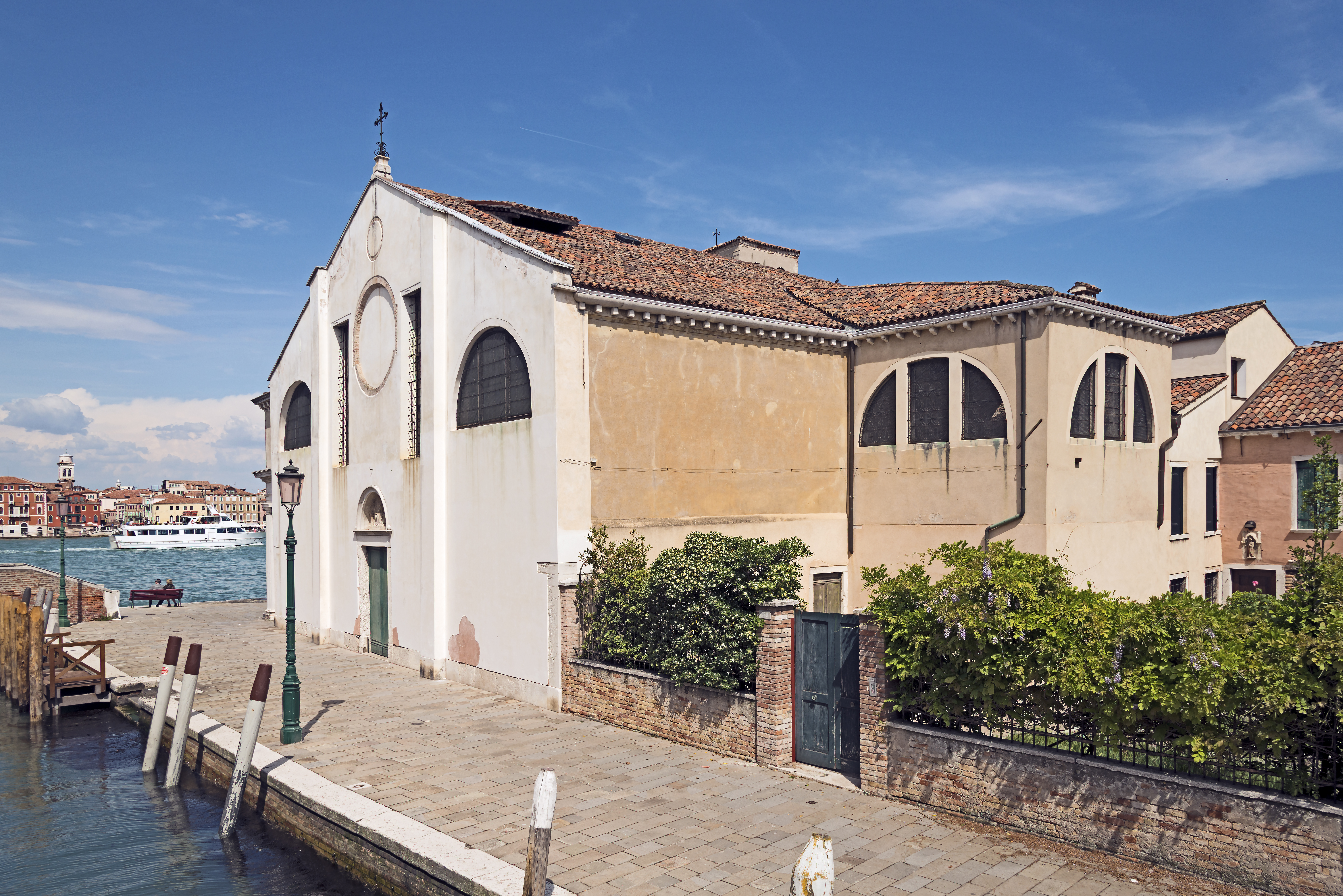
Église Sant'Eufemia
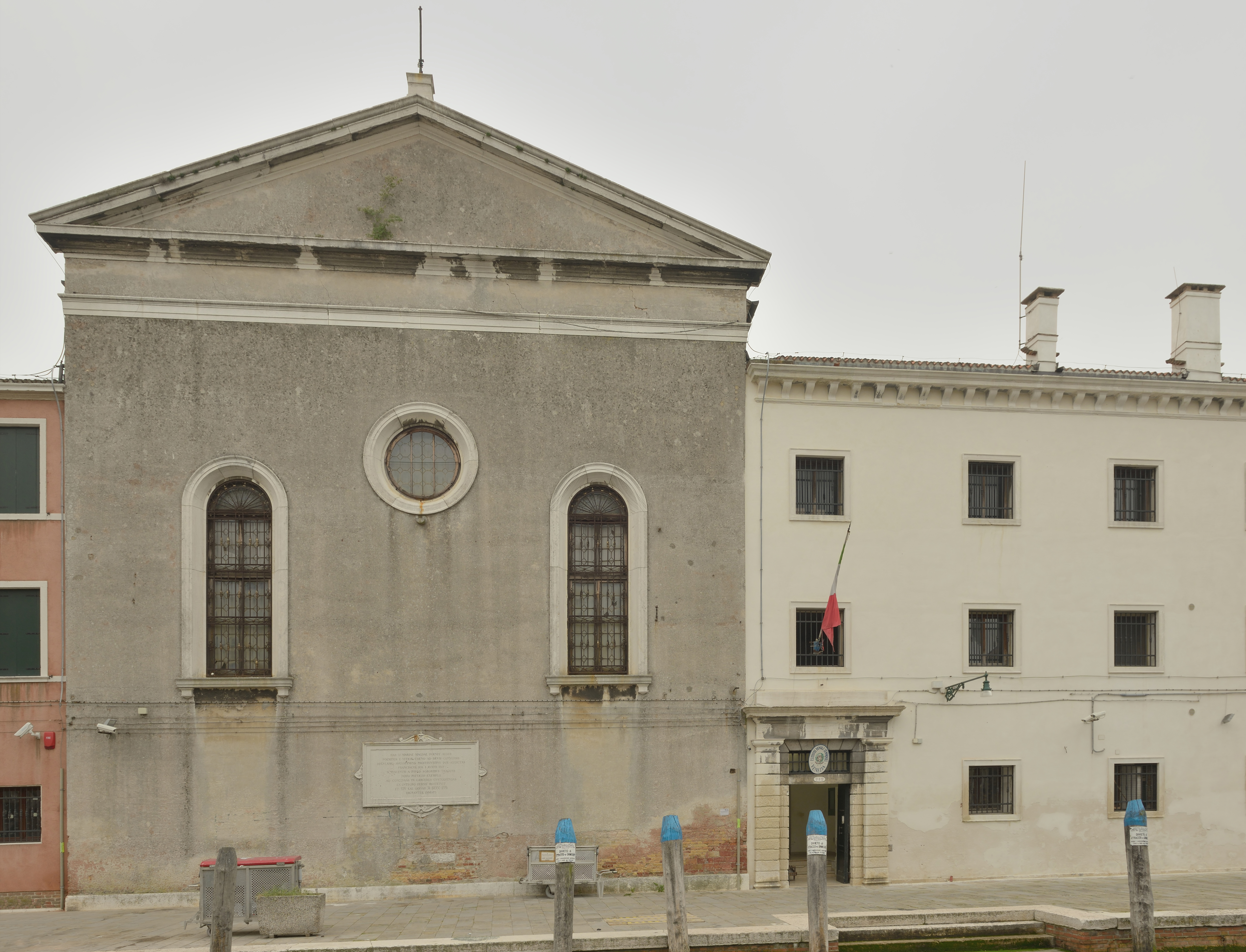
ancienne église des Convertite
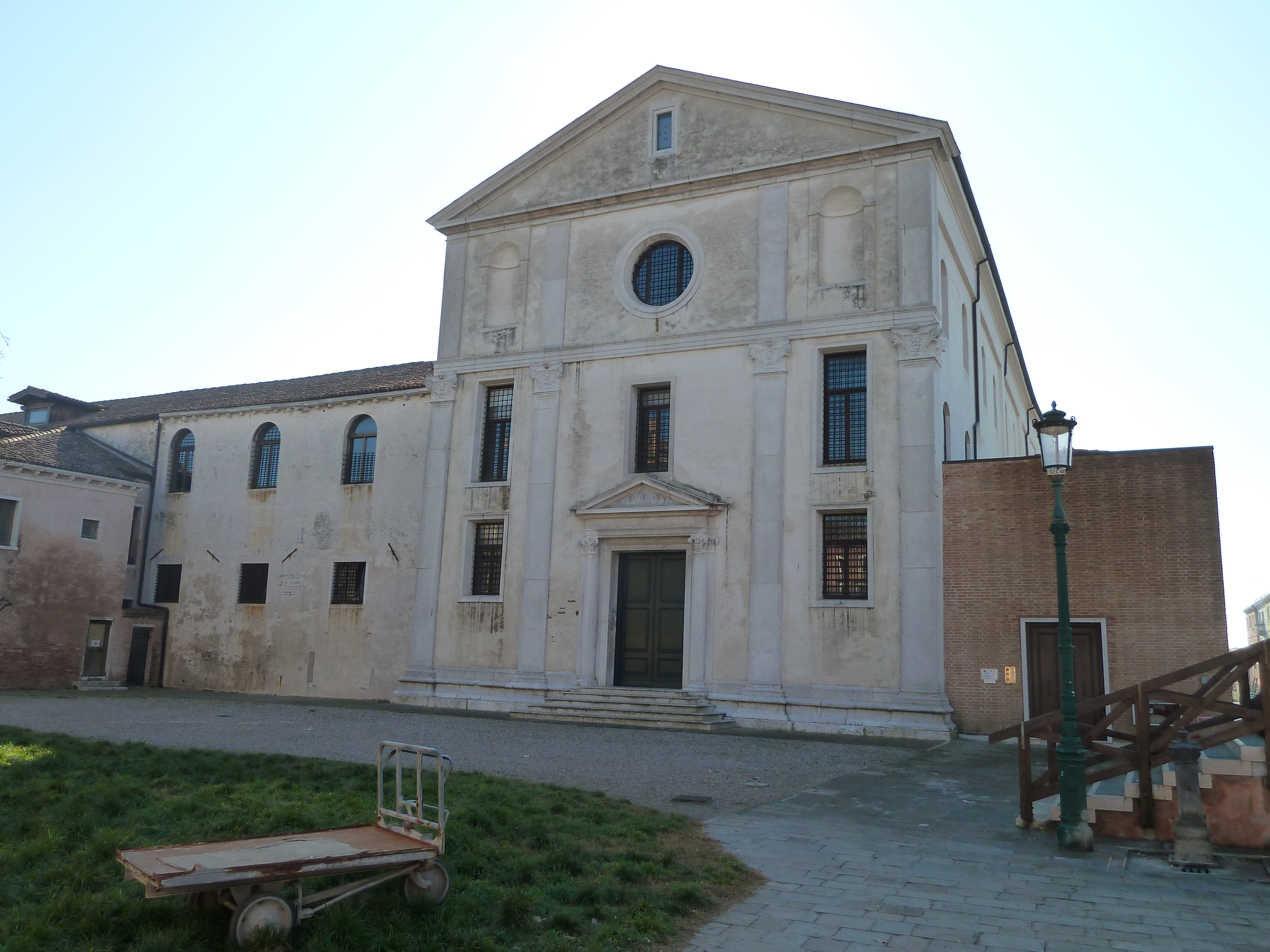
ancienne Église Santi Cosma e Damiano

### Curiosités
Giudecca est composée de six îles[Passage contradictoire (avec le résumé introductif et la section Îles)] entre l'île de San Giorgio Maggiore à l'est et la Sacca Fisola à l'ouest.
A l'est, la première et plus grande île autour de l'église des Zitelle comprend deux hôtels de luxe, le Cipriani et le Bauer Palladio, ainsi que deux palais le long du fondamenta S. Giovanni: le palais Barbaro Nani et le Mocenigo, outre la caserne éponyme et la typique Casa dei Tre Oci. Plus vers l'ouest, on retrouve le long du fondamenta della Croce l'auberge de jeunesse et les archives d'État, derrière lesquelles se trouvent l'ancienne église de la Croce, intégrée dans l'ancienne prison pour hommes et finalement le jardin d'Eden.

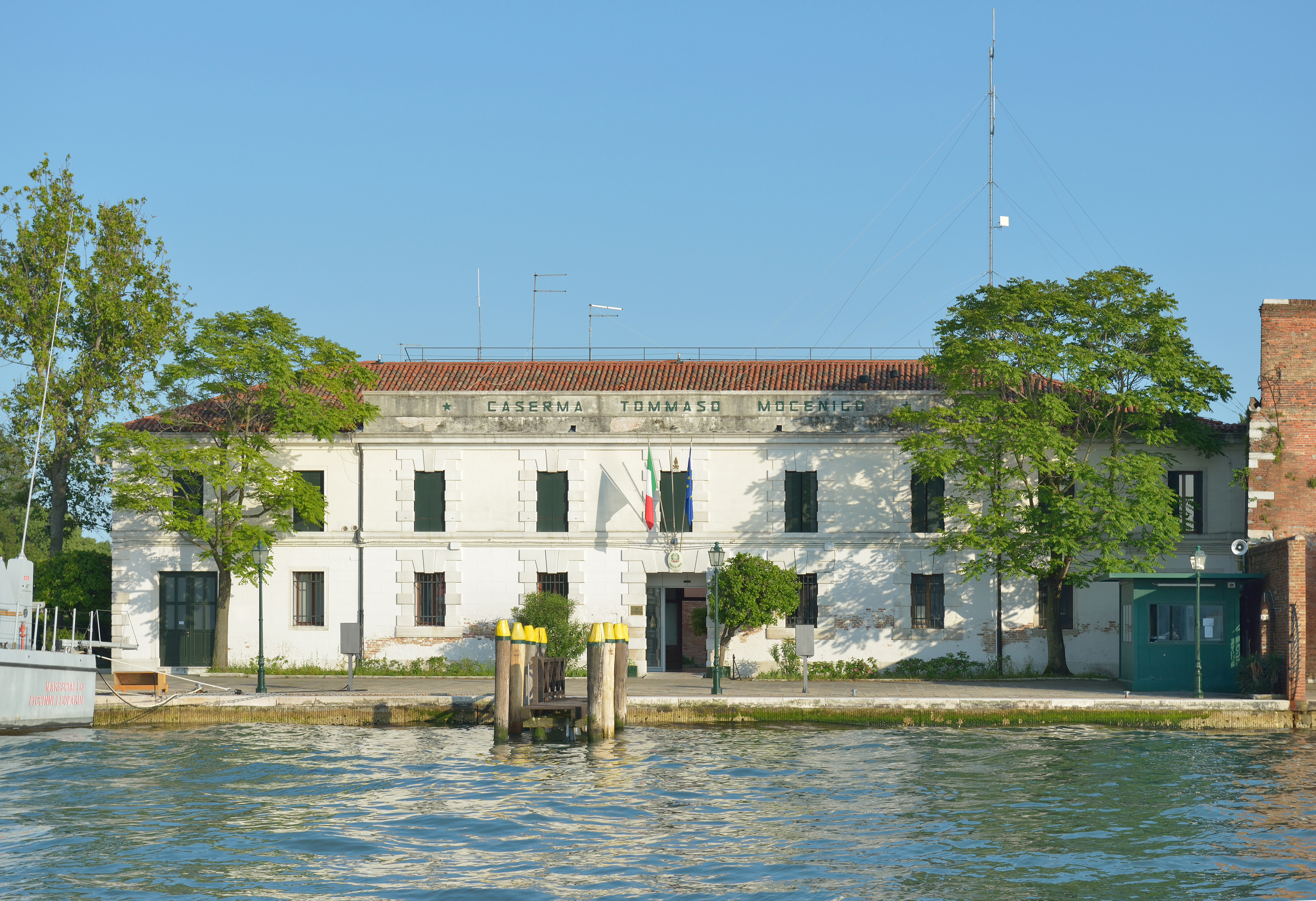
La caserne Mocenigo
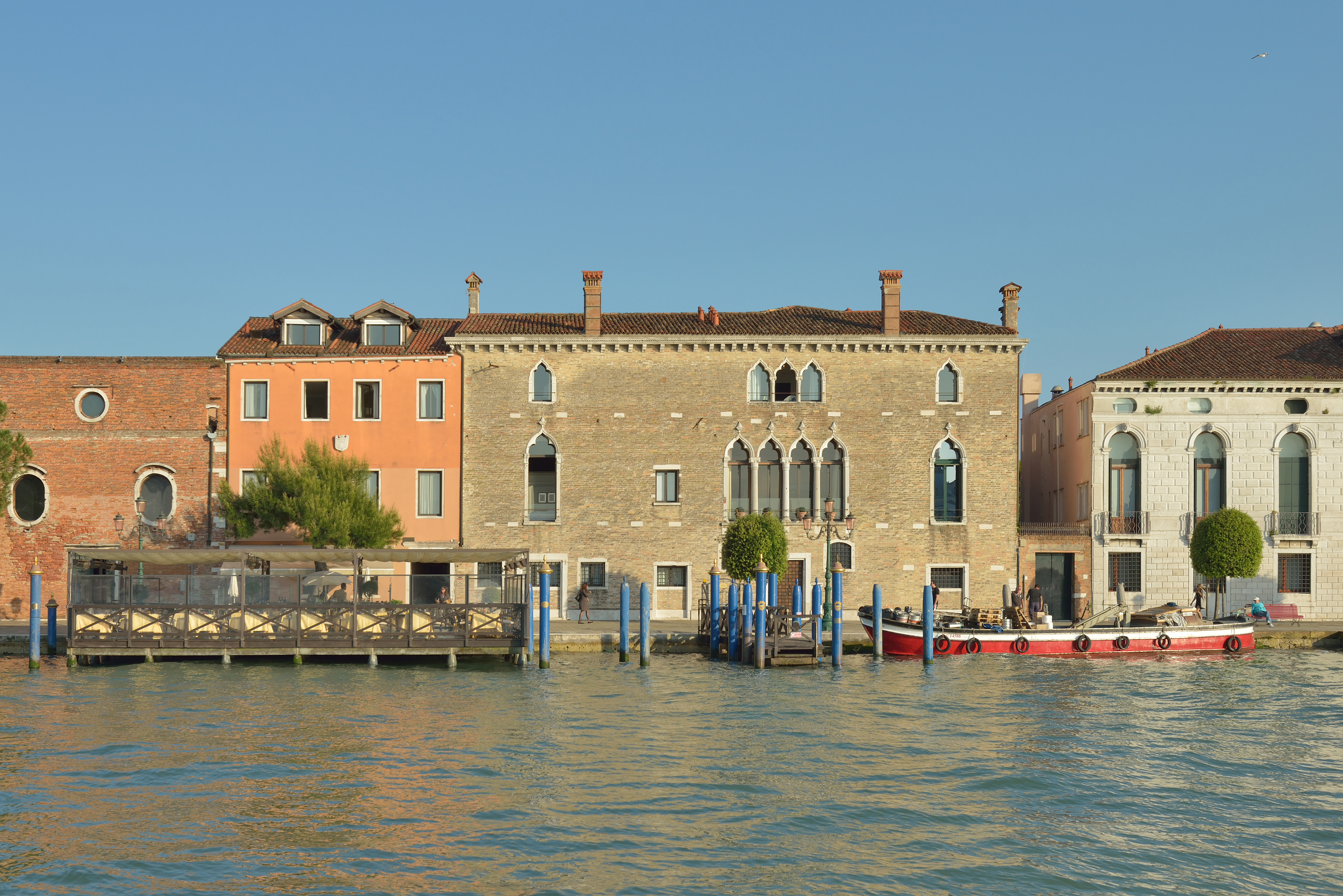
Le palais Barbaro Nani
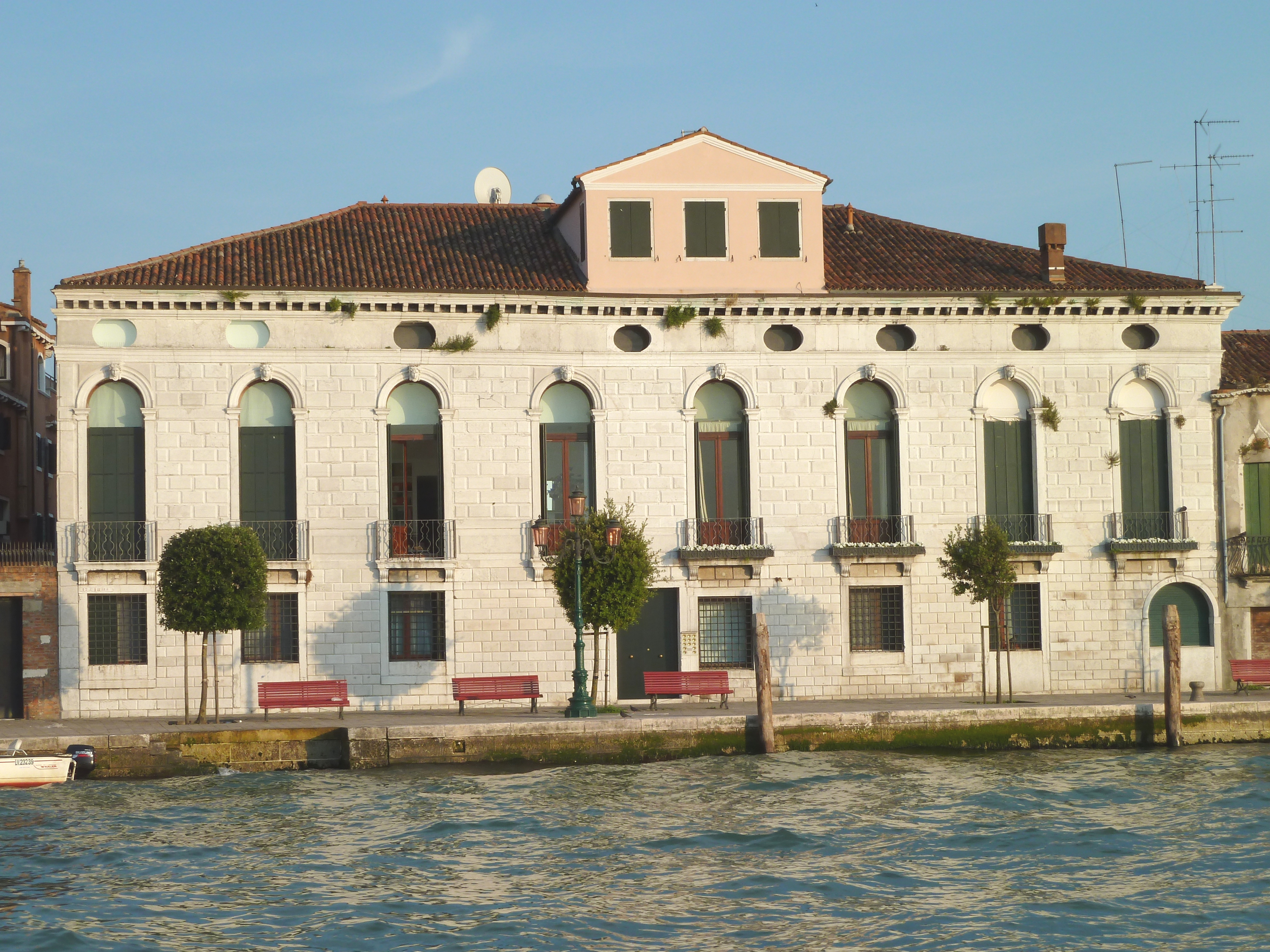
le palais Mocenigo
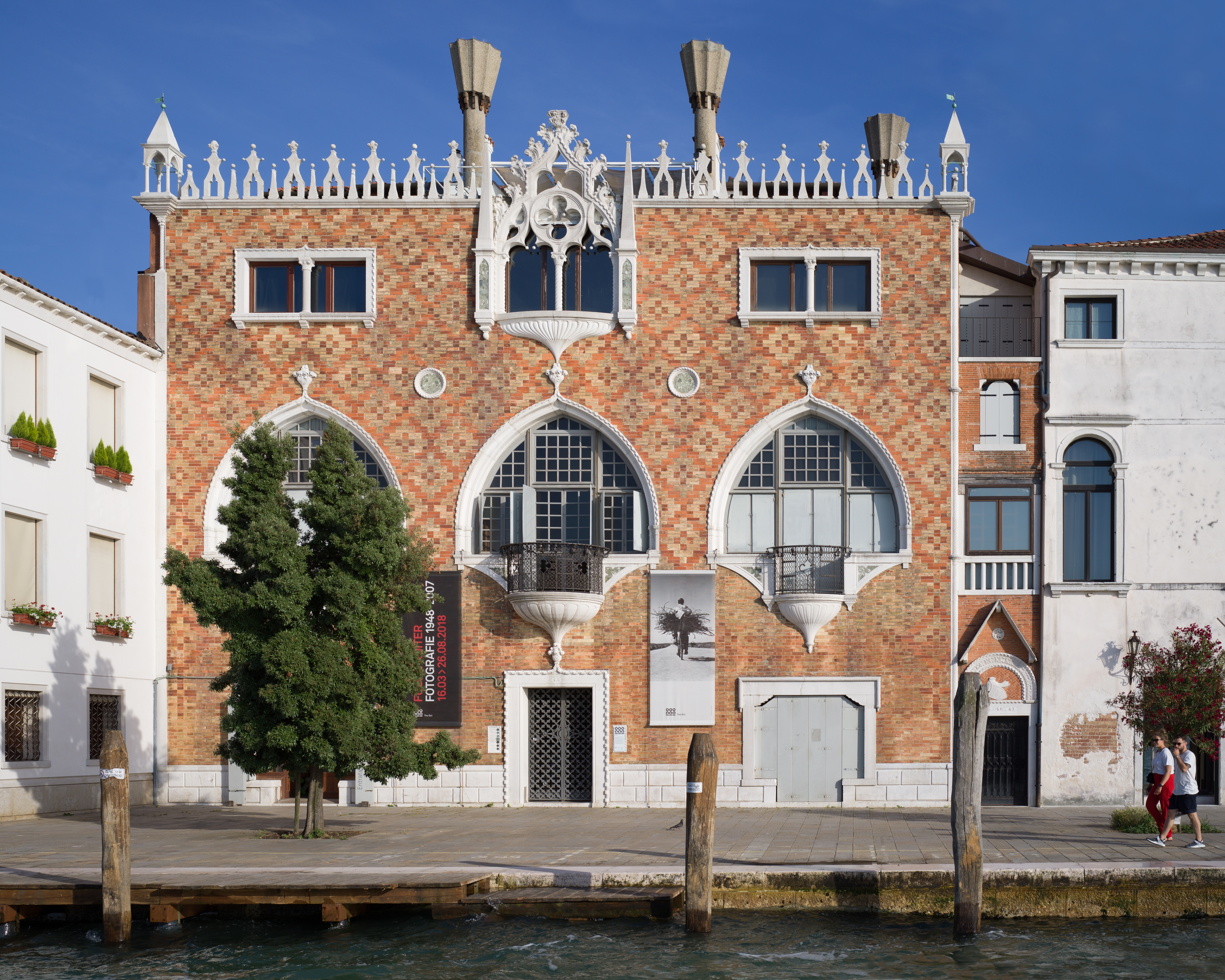
Casa dei Tre Oci
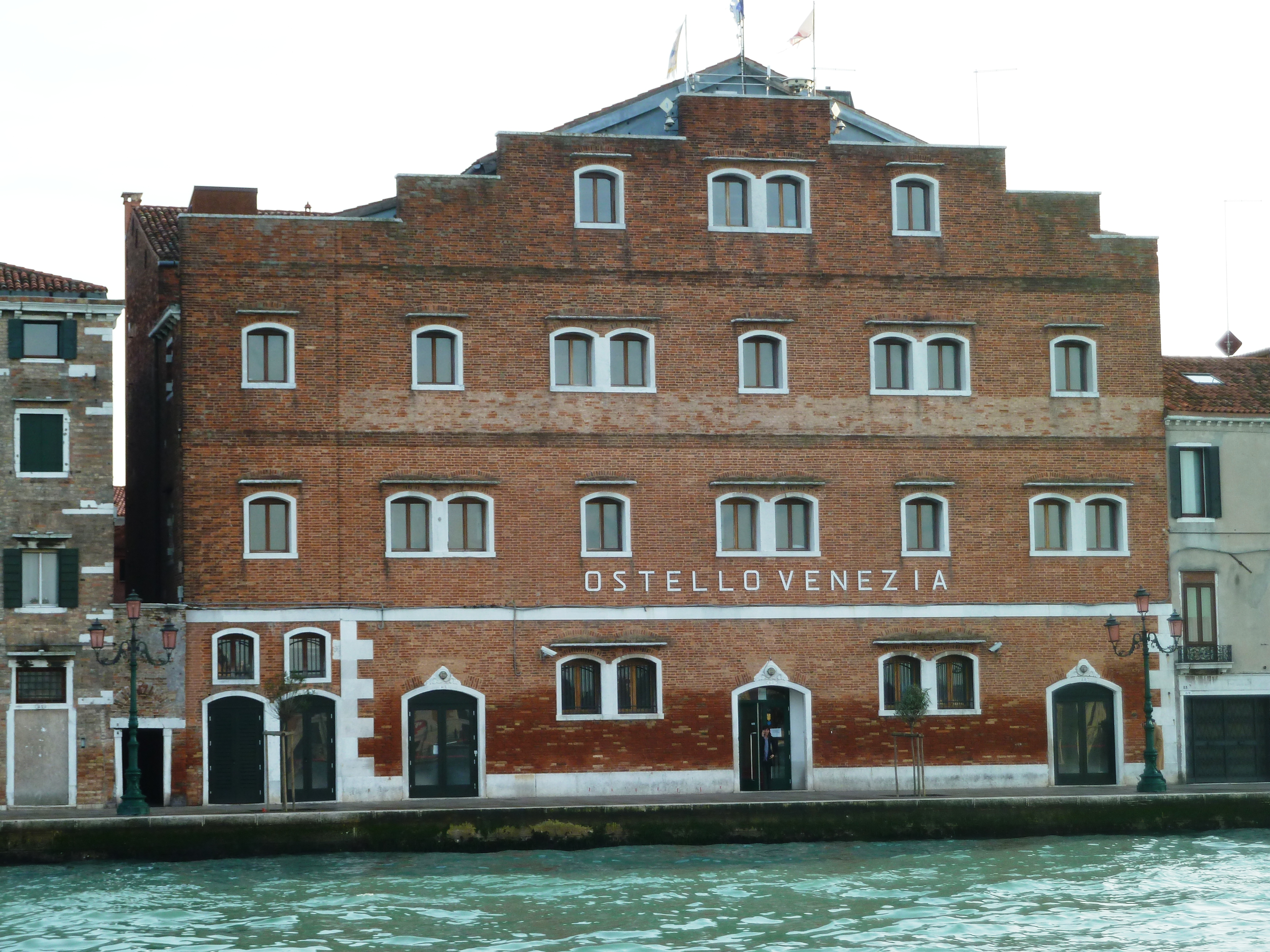
Auberge de jeunesse de Giudecca
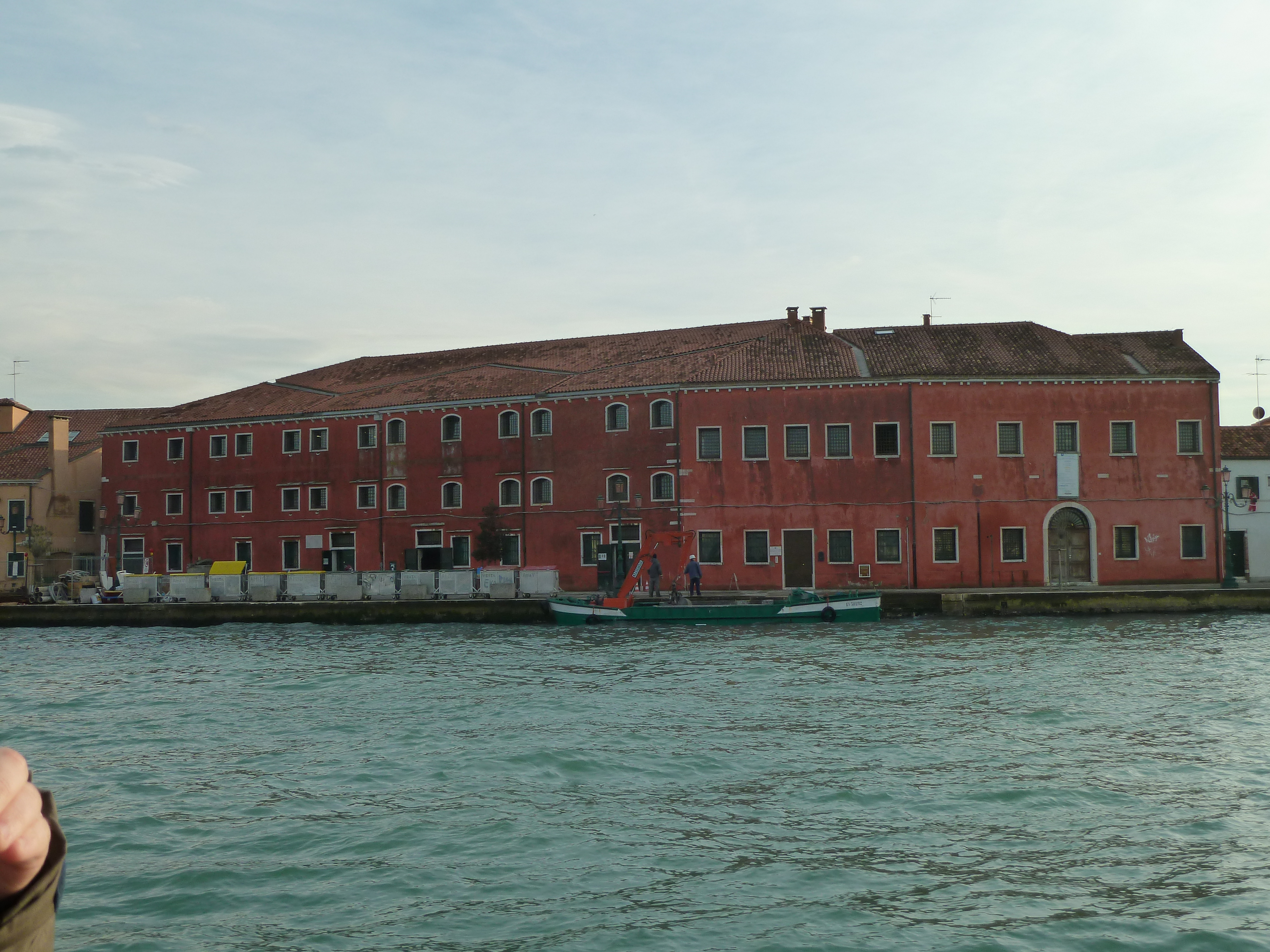
les archives d'Etat
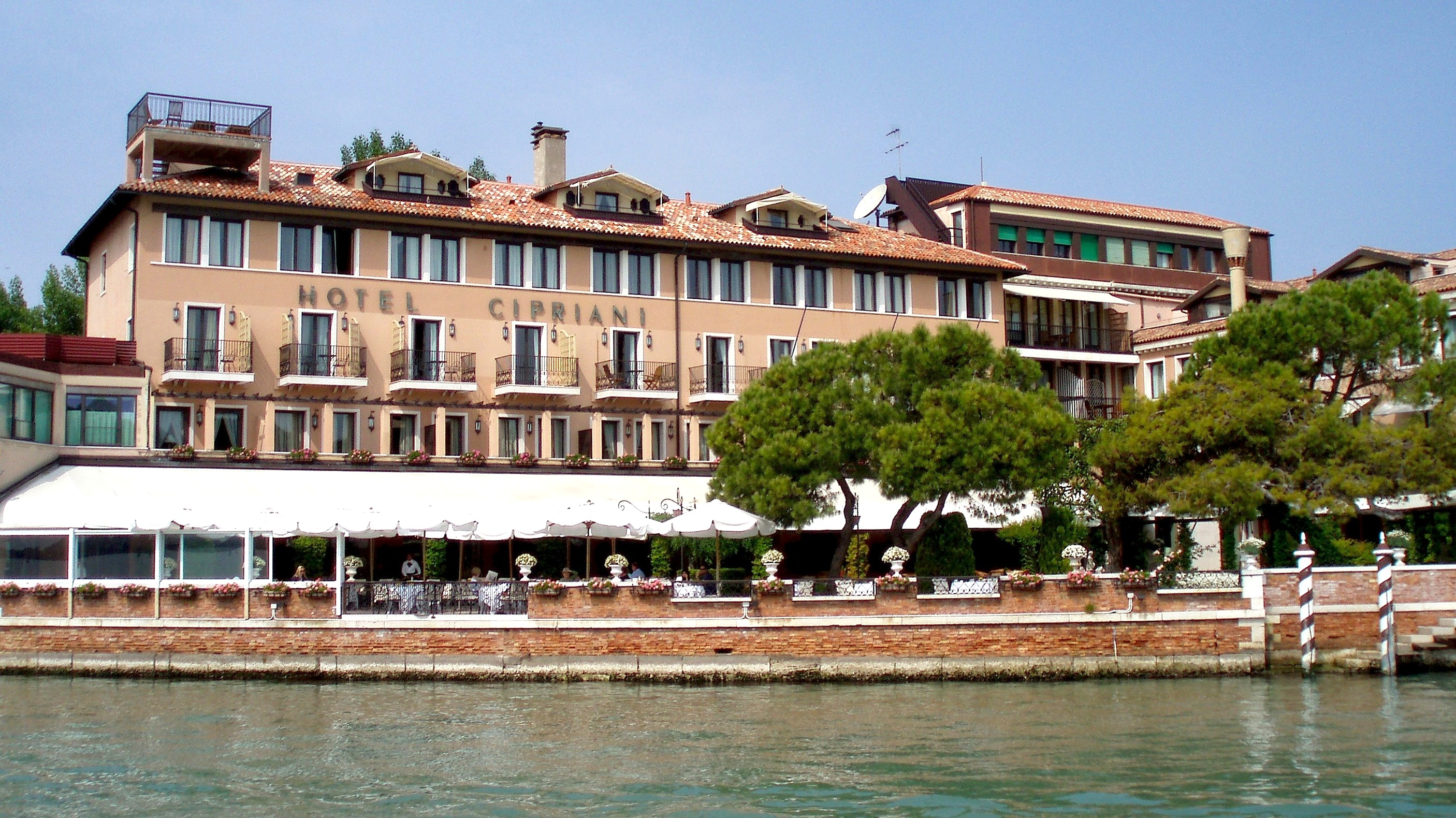
L'hôtel Cipriani
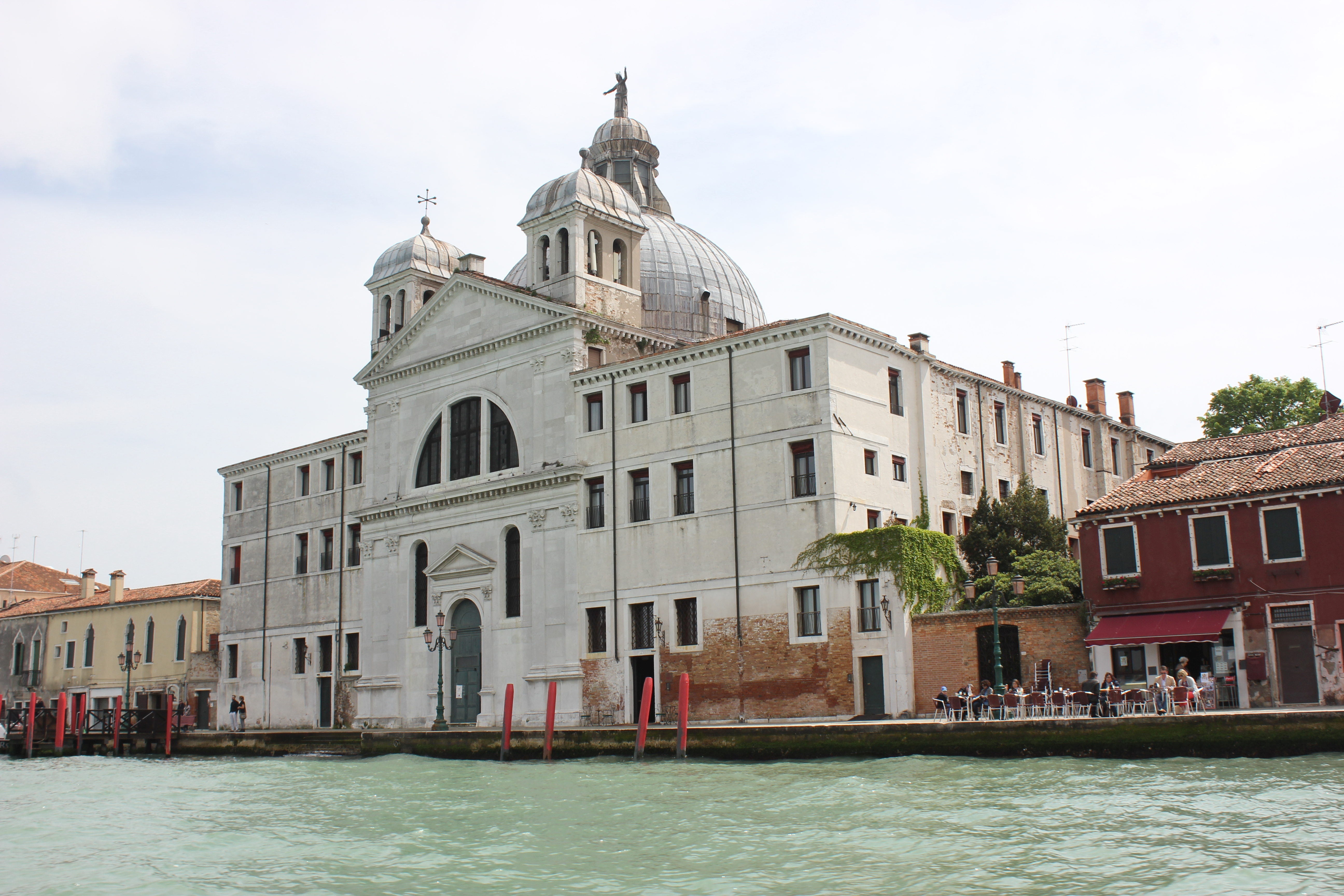
L'église des Zitelle
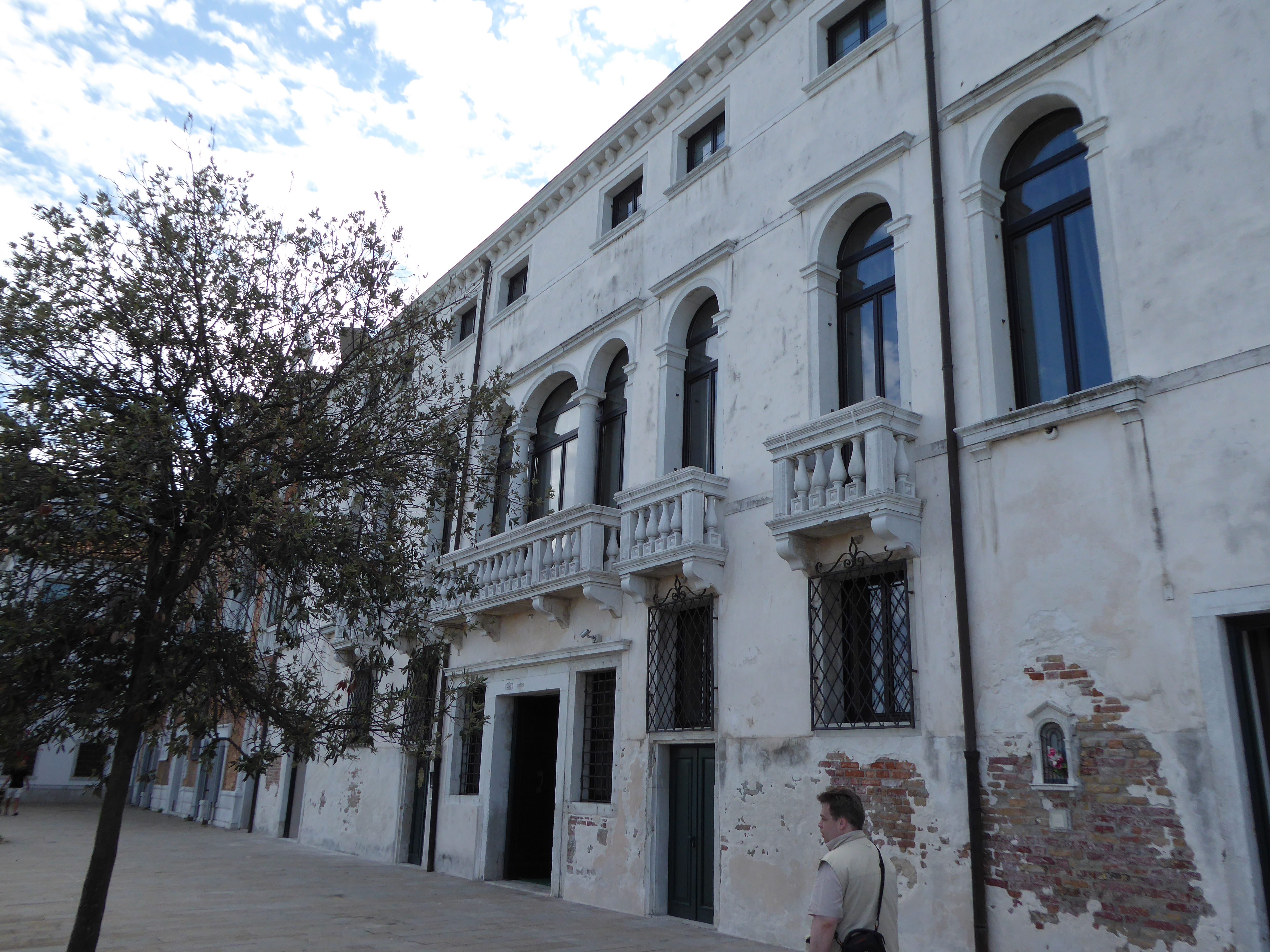
Le palazzetto Minelli (Villa F Hotel)

La deuxième île autour de l'église du Redentore et délimitée par le rio de la Croce à l'est et le rio del Ponte Lungo à l'ouest est bordée au nord le long du canal de la Giudecca par le fondamenta S. Giacomo, où se trouvent outre l'église précitée le couvent des frères capucins et le monastère de la Trinité. Toute la partie occidentale est occupée par d'anciens chantiers navals convertis en incubateur de start-ups.

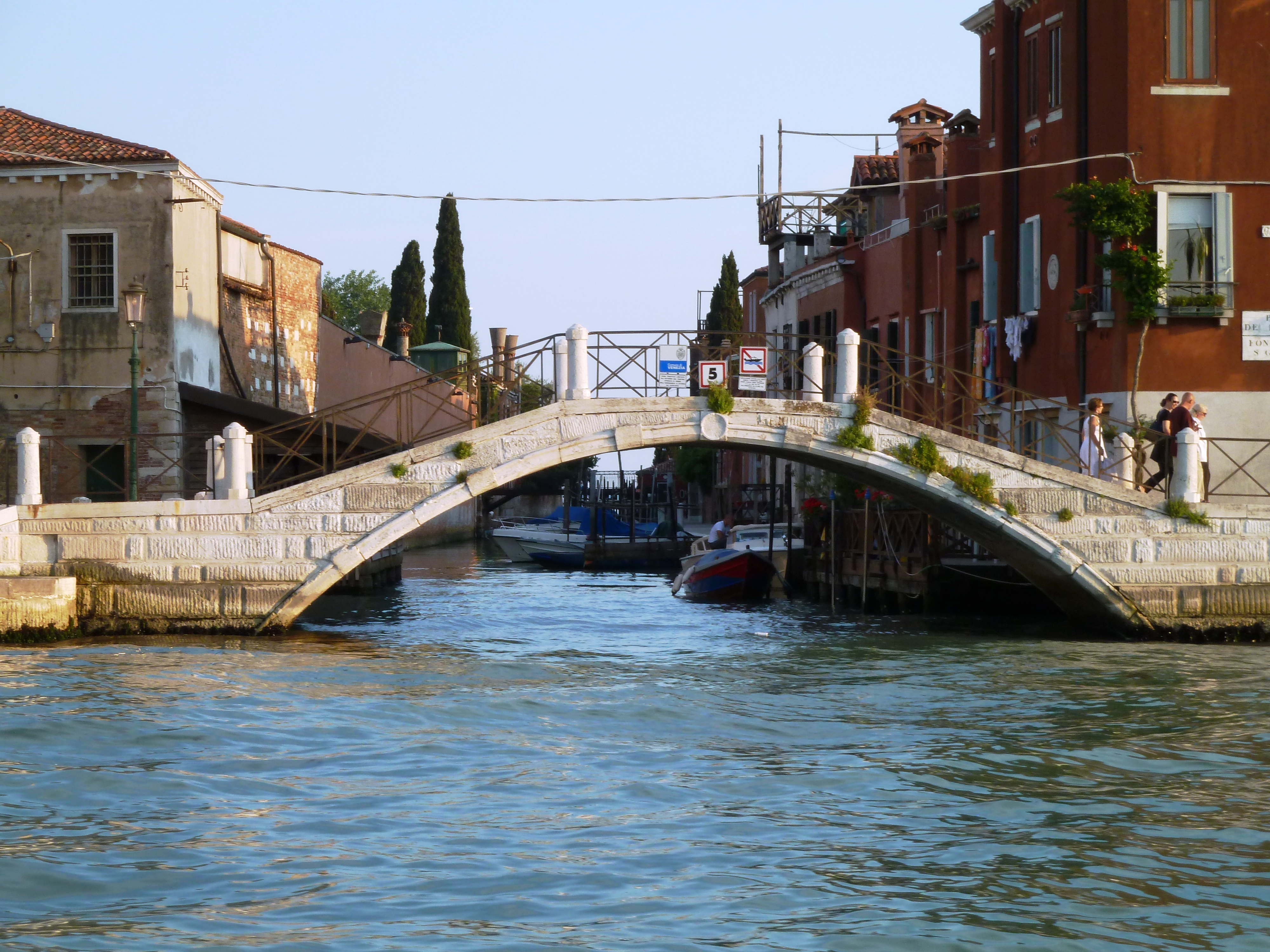
Pont et rio de la Croce
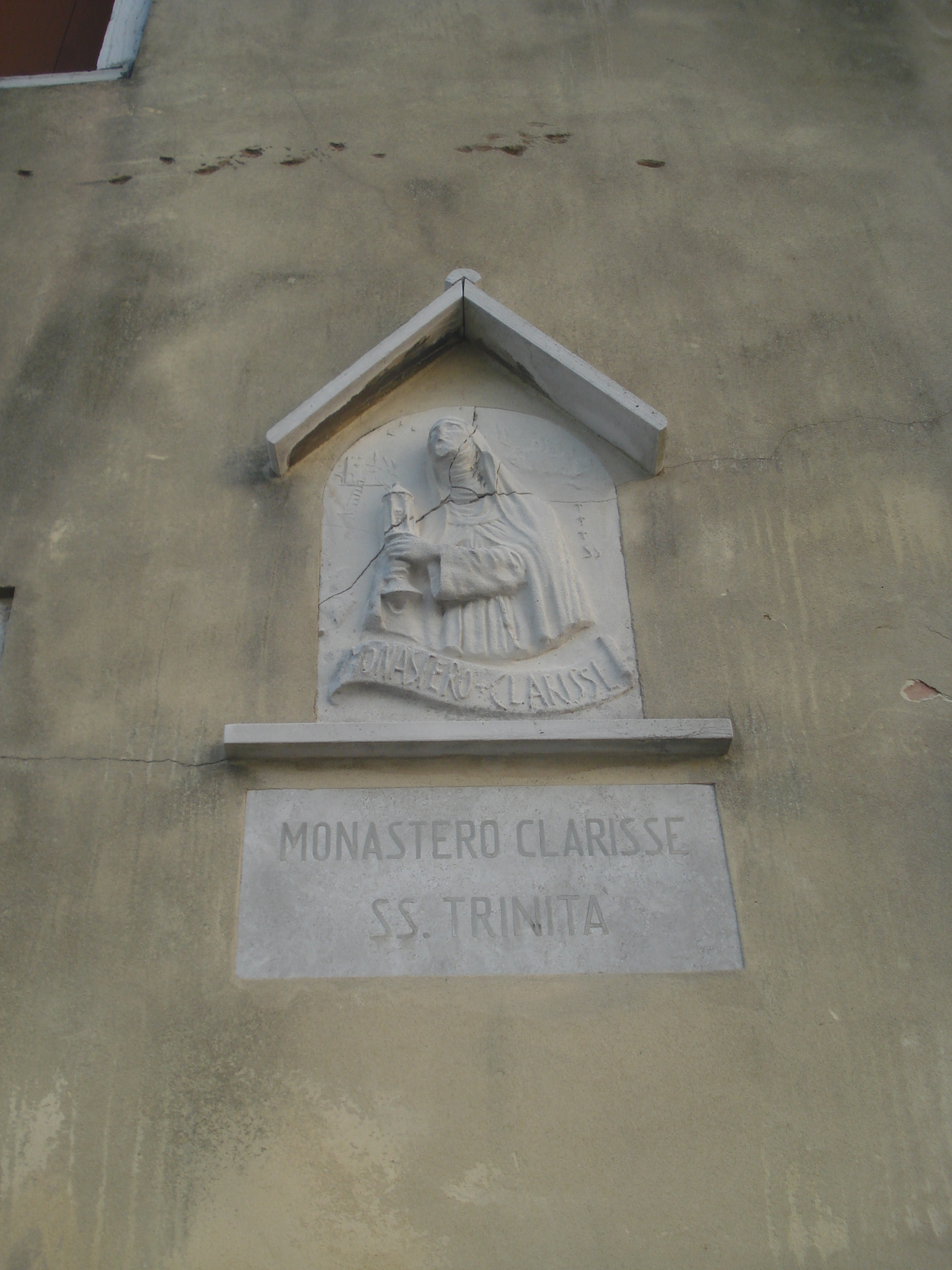
bas-relief sur le mur du monastère de la Trinité
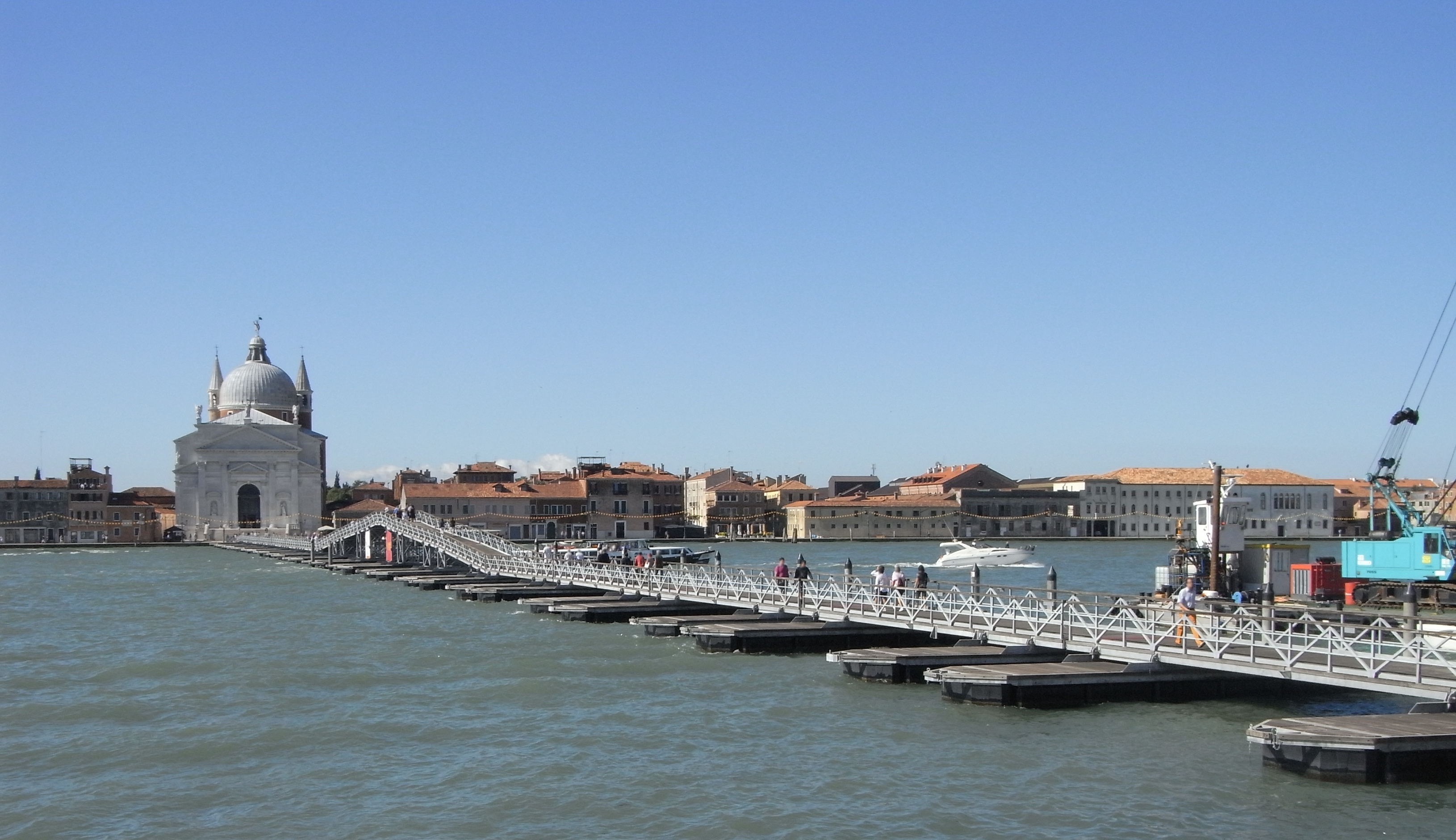
pont mobile reliant Zattere et Rédempteur lors de la fête éponyme
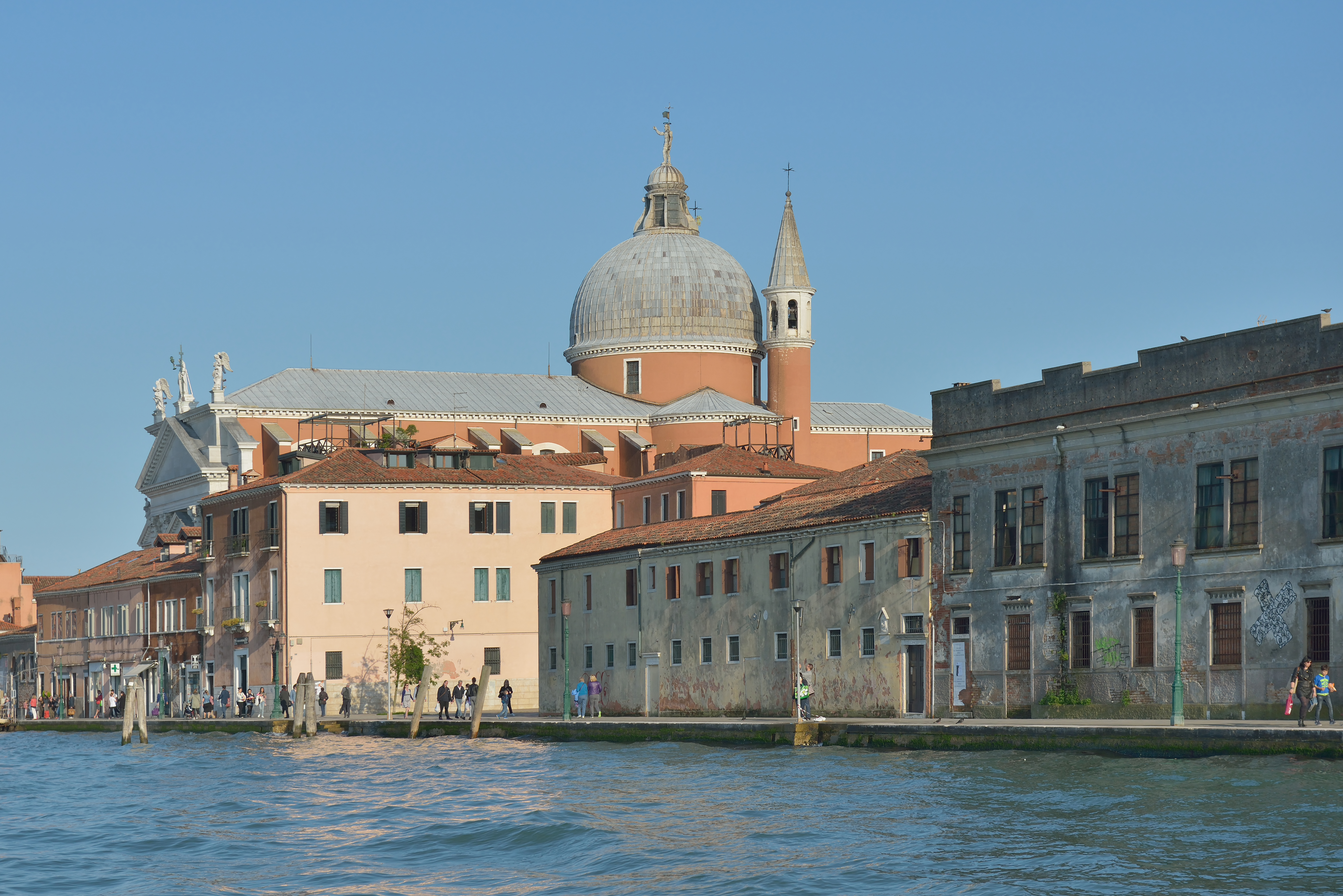
Monastère de la Trinité sur fond du Redentore
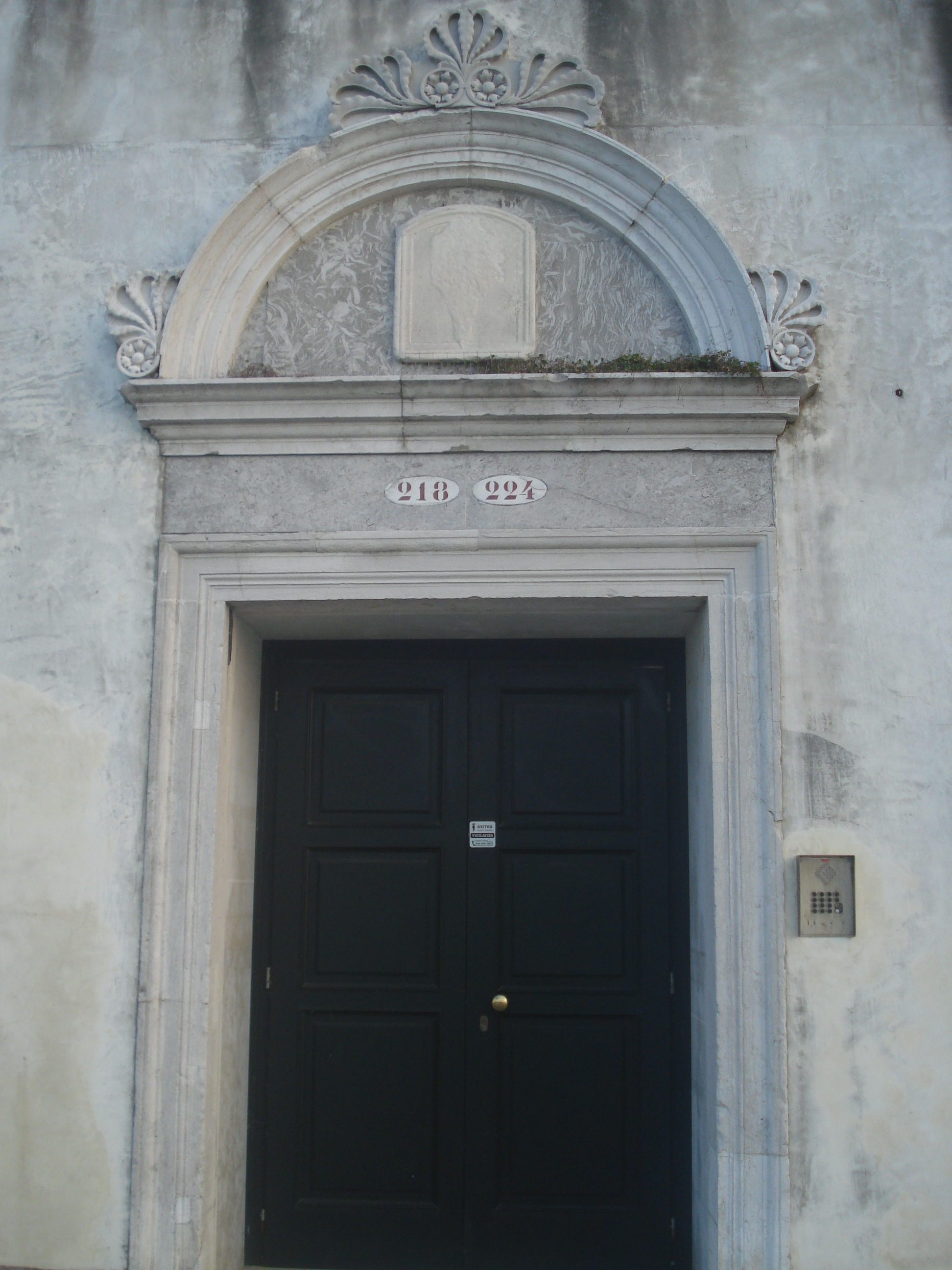
accès au couvent des Capucins
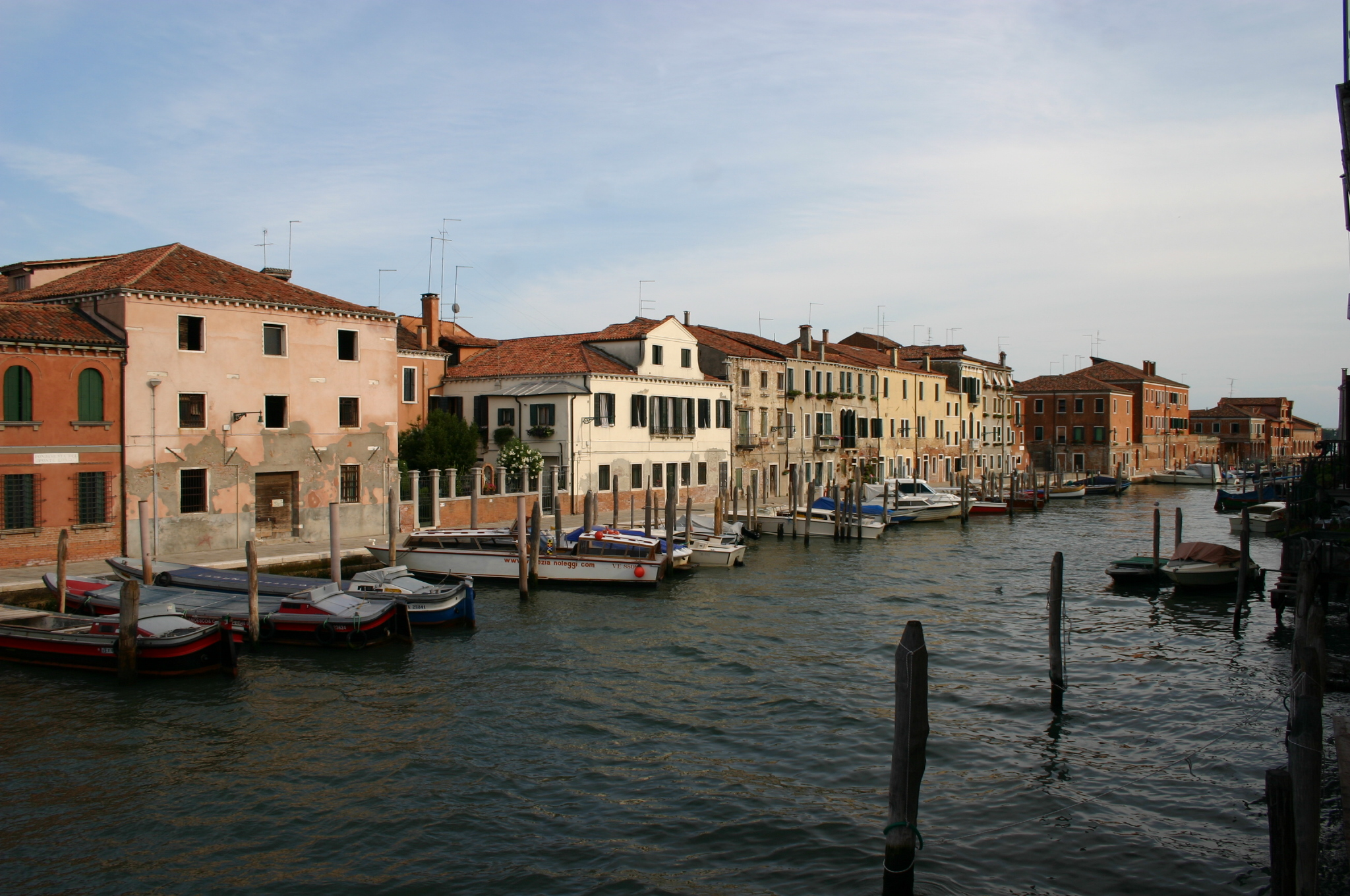
fondamenta del ponte Lungo
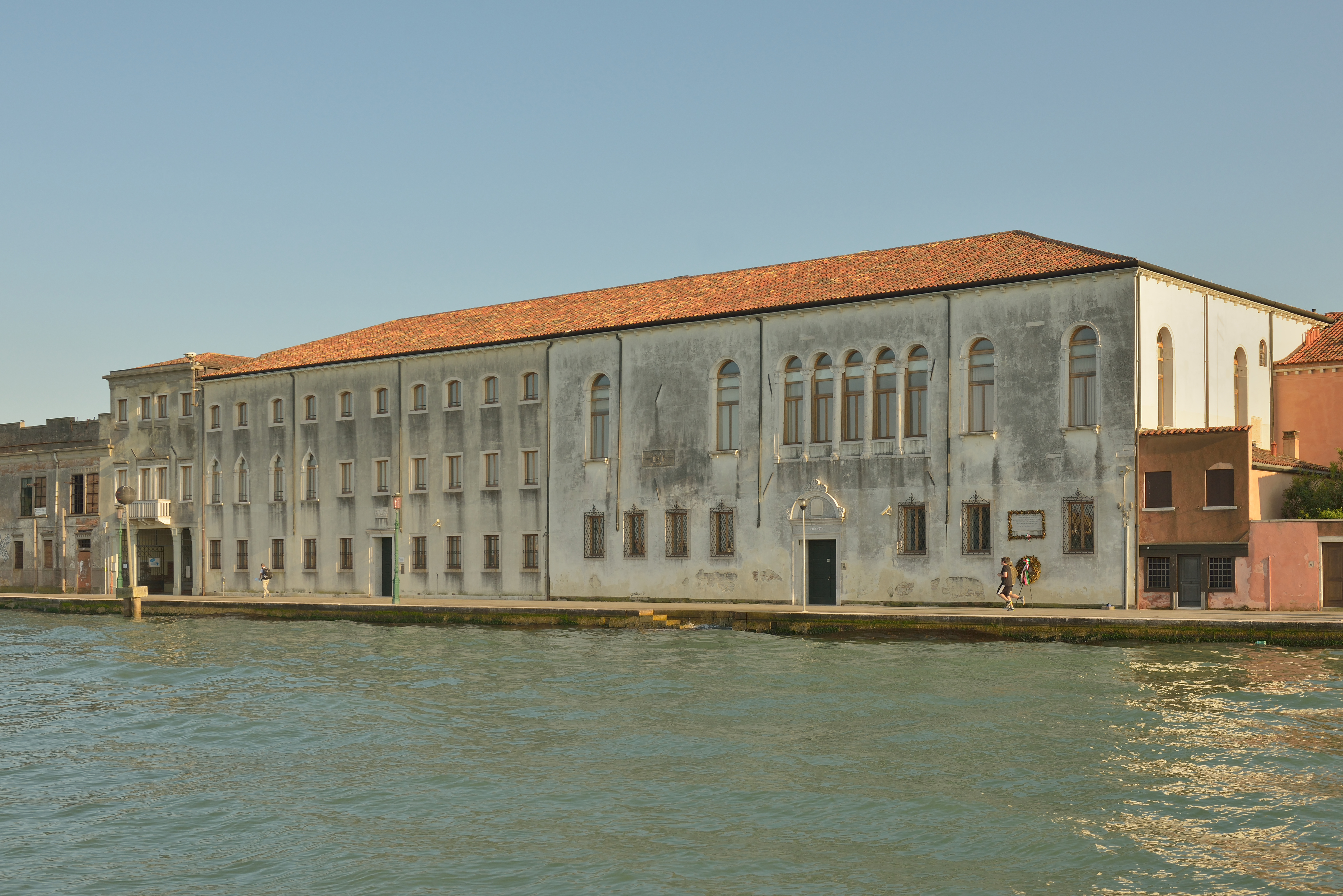
la Rocca Bianca, maison des Visconti de Milan (XVe siècle)

La troisième île, bordée au nord par le fondamenta Ponte Piccolo, à l'est par le rio del Ponte Lungo et à l'ouest par le rio del Ponte Piccolo est scindée en deux par le rio de la Palada. Au sud, un nouveau quartier s'est créé à l'emplacement de l'ancienne usine Junghans (fermée en 1971) autour des écoles de l'île, alors que la partie nord est résidentielle et qu'il y subsiste un ancien couvent de sœurs Cannossiennes et un ancien hôpital (Saint-Pierre).

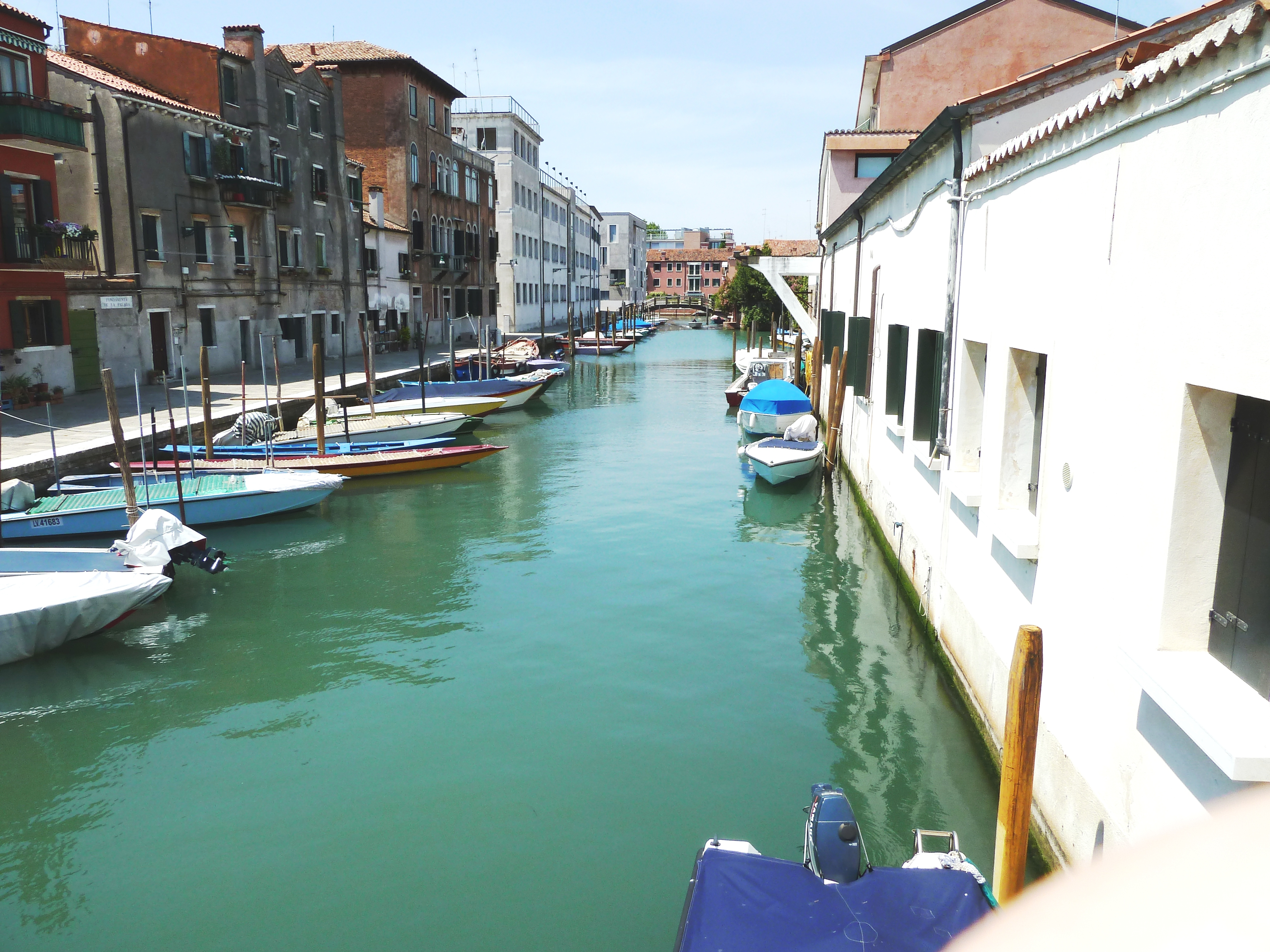
Rio della Pallada, scindant la troisième île
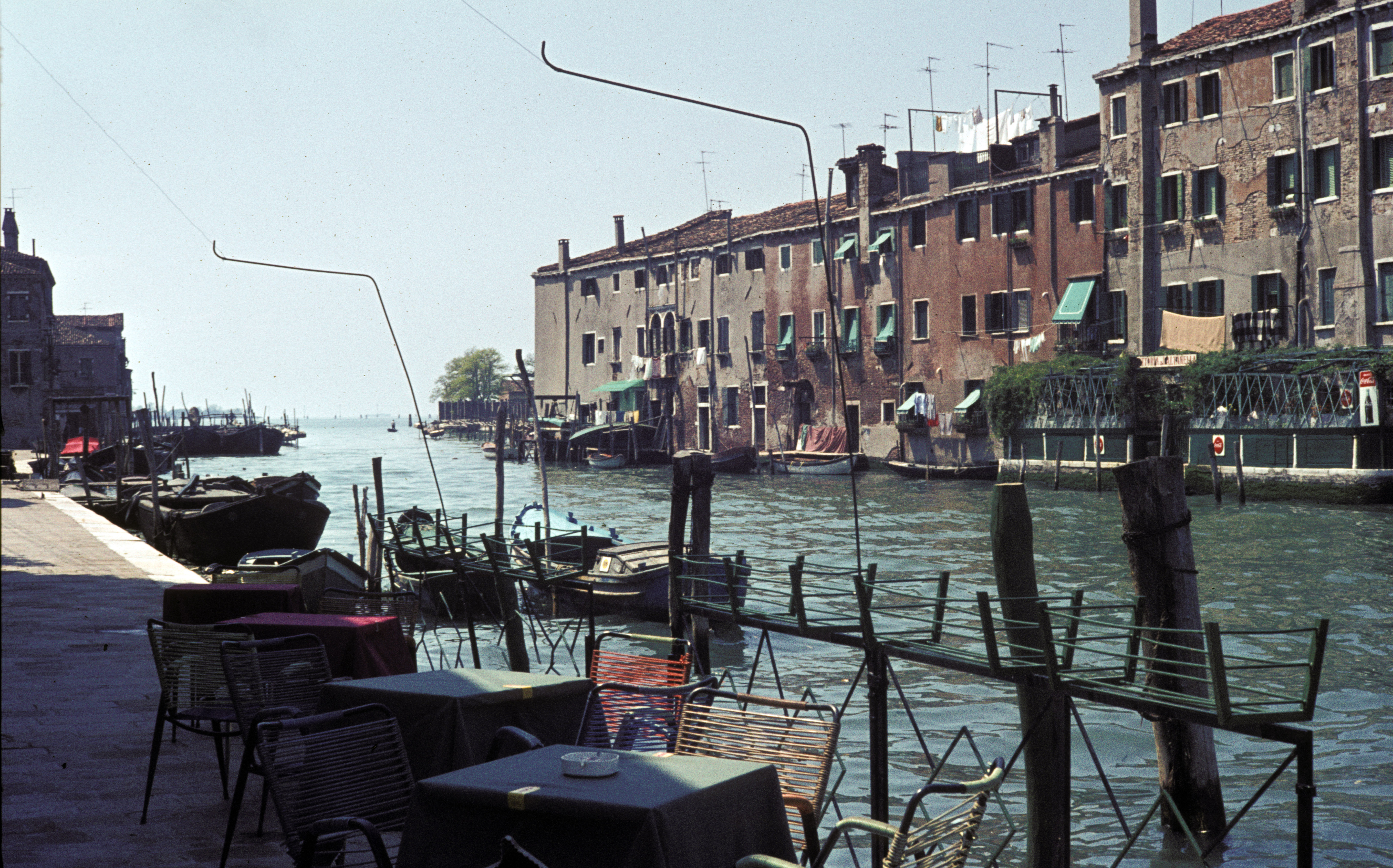
Rive est de l'île longeant le rio Ponte Lungo
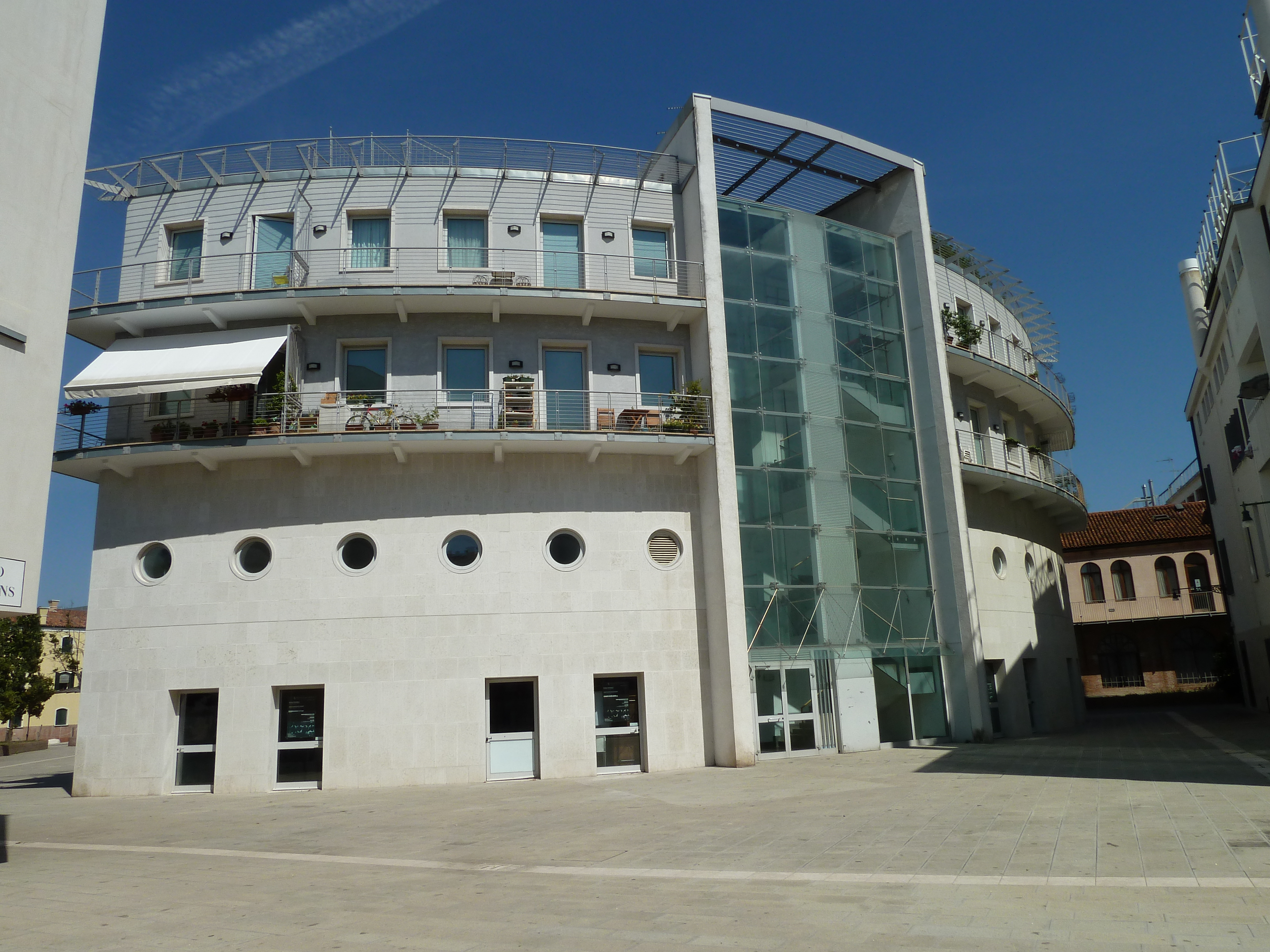
théâtre du quartier Junghans
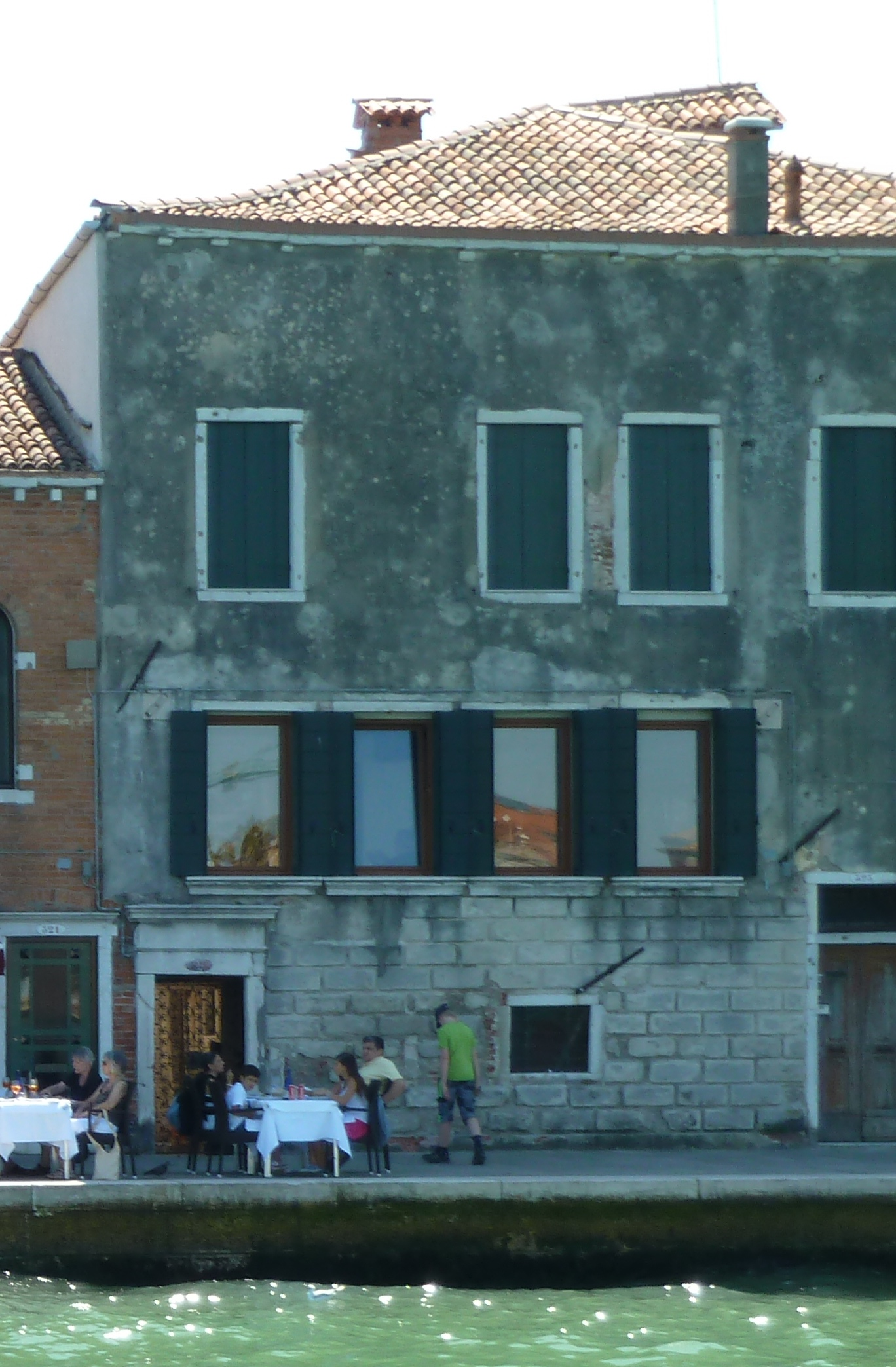
restes de l'ancien hôpital San Pietro
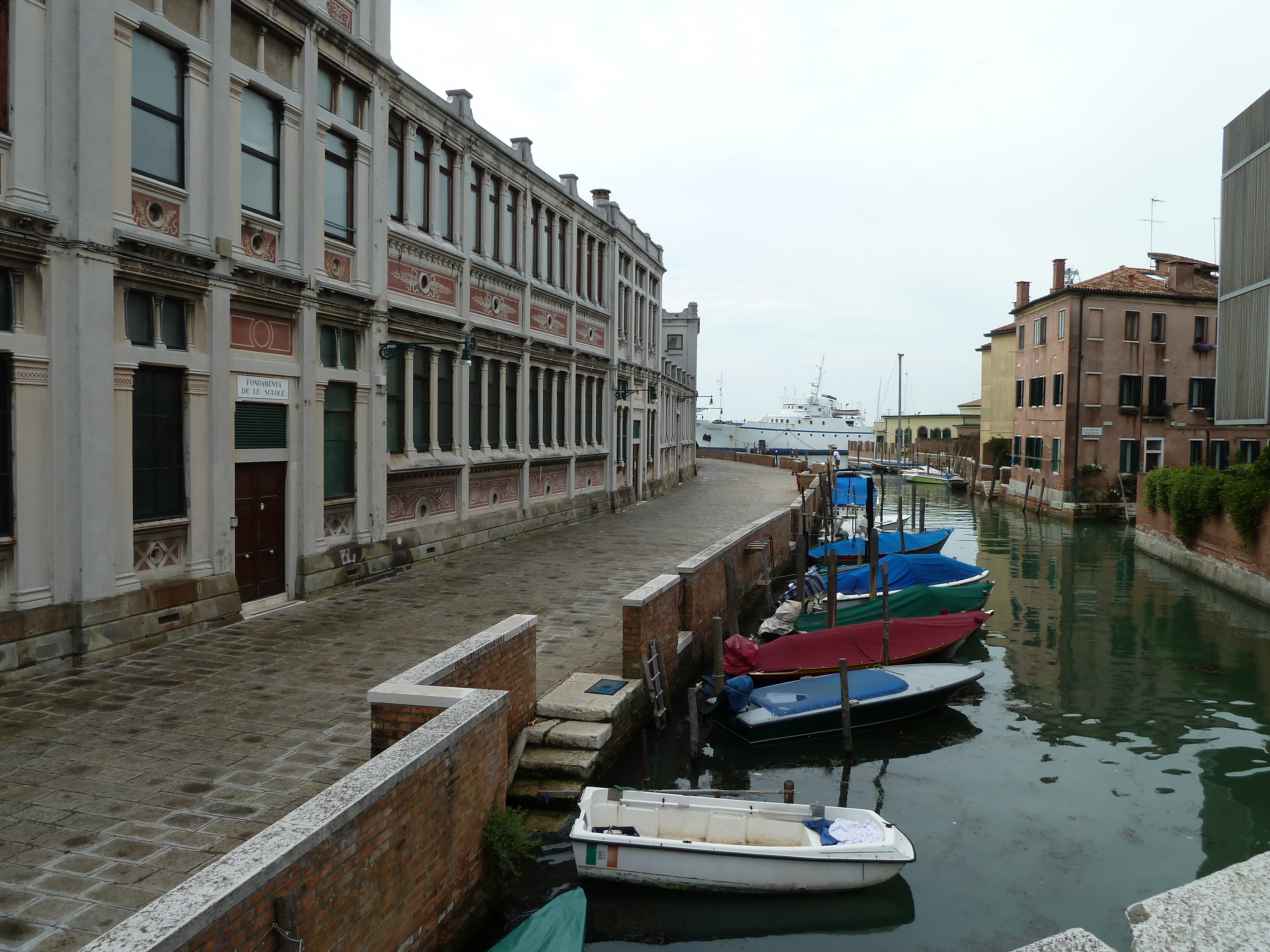
Les écoles de l'île
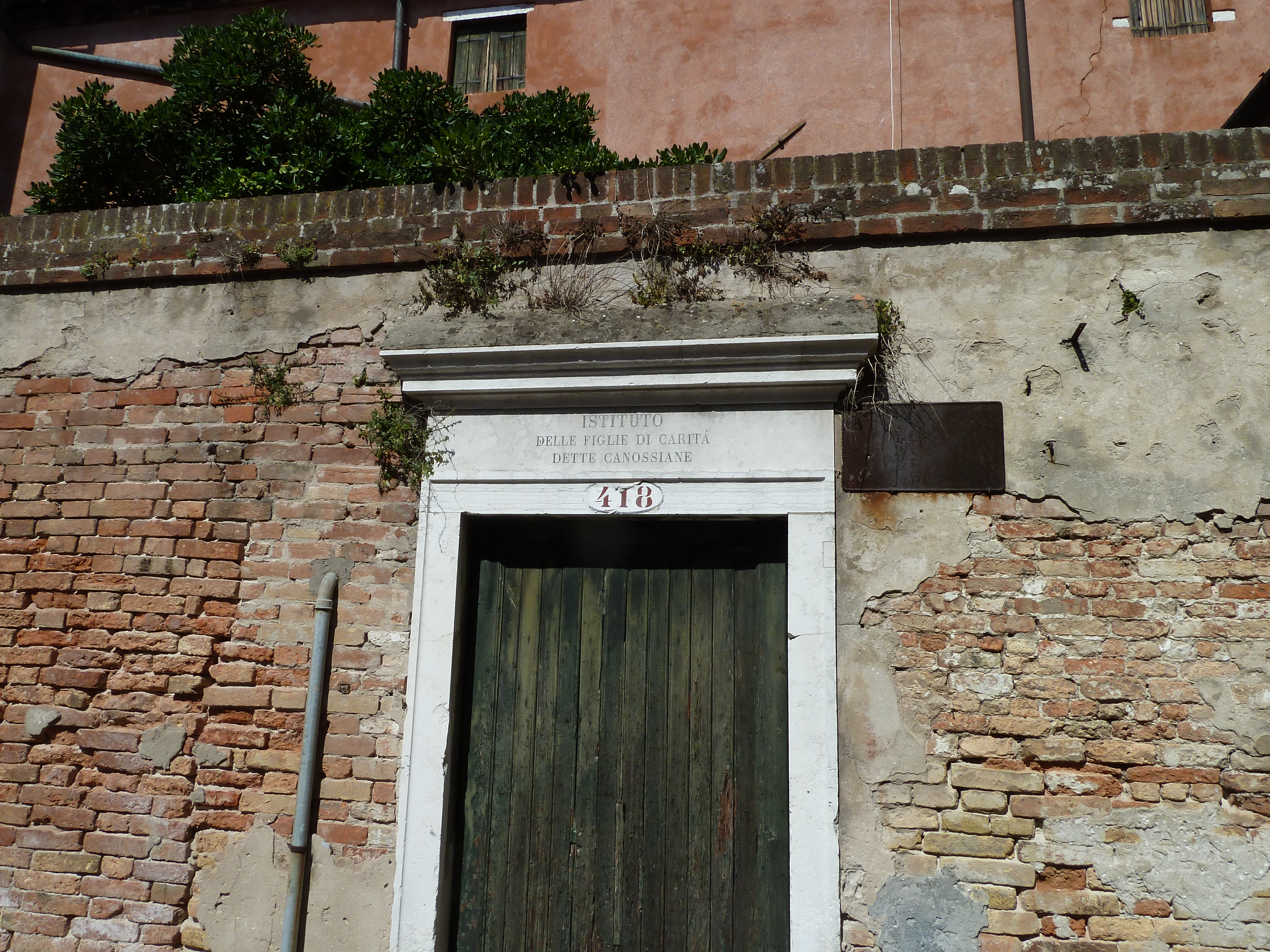
entrée de l'ancien couvent des Canossiennes

La quatrième île, autour de l'ancienne église Santi Cosma e Donato et son couvent est bordée à l'est par le rio del Ponte Piccolo, à l'ouest par le rio de Sant'Eufemia avec l'église Sant'Eufemia et au nord par le fondamente éponyme. L'île est résidentielle avec des chantiers navals au sud, ainsi que la Villa Herion et son atelier annexe, nommés d'après la fratrie associée dans l'ancienne usine Junghans de 1878 à 1903.

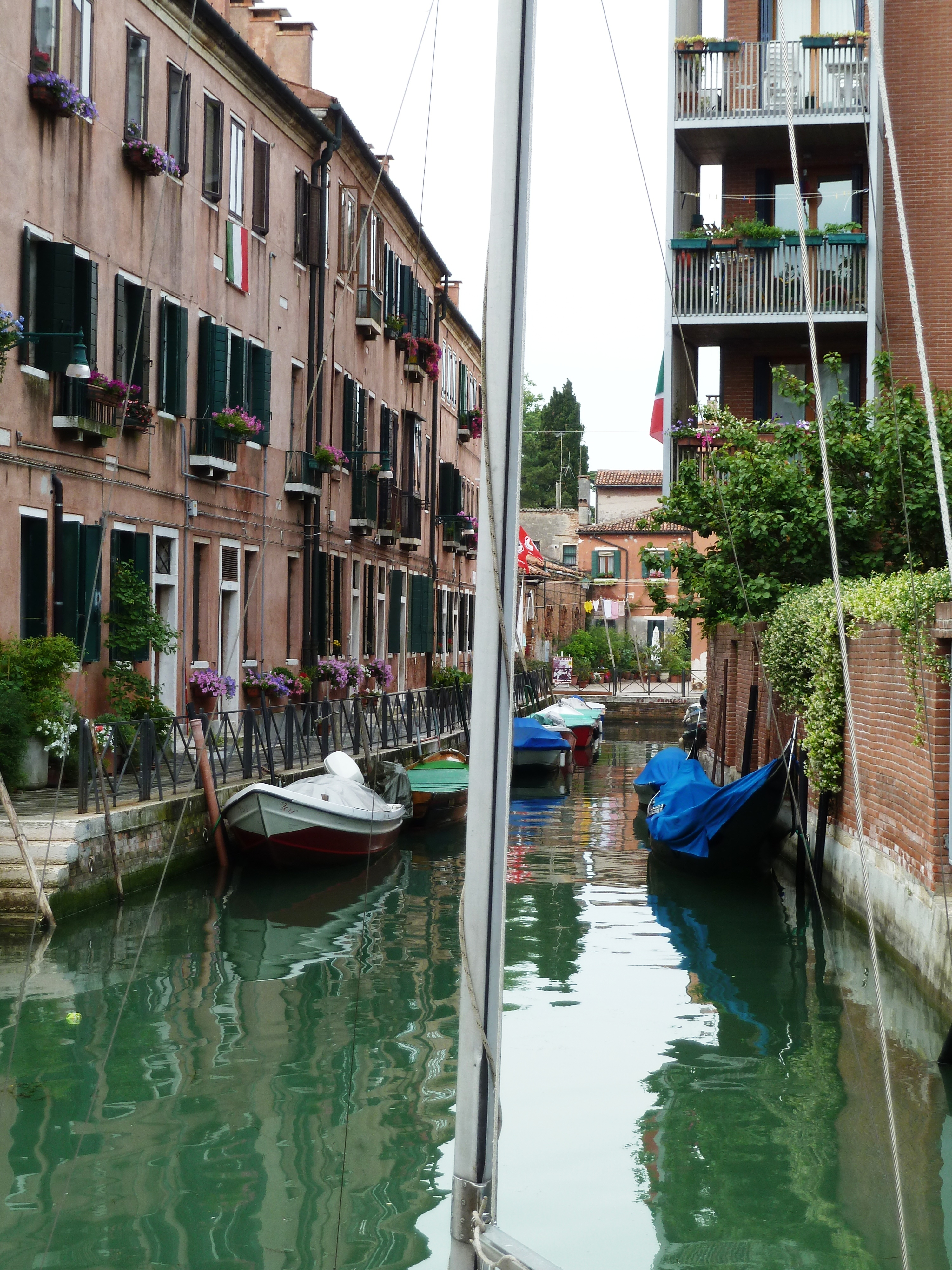
Le rio Morto, canal en cul-de-sac
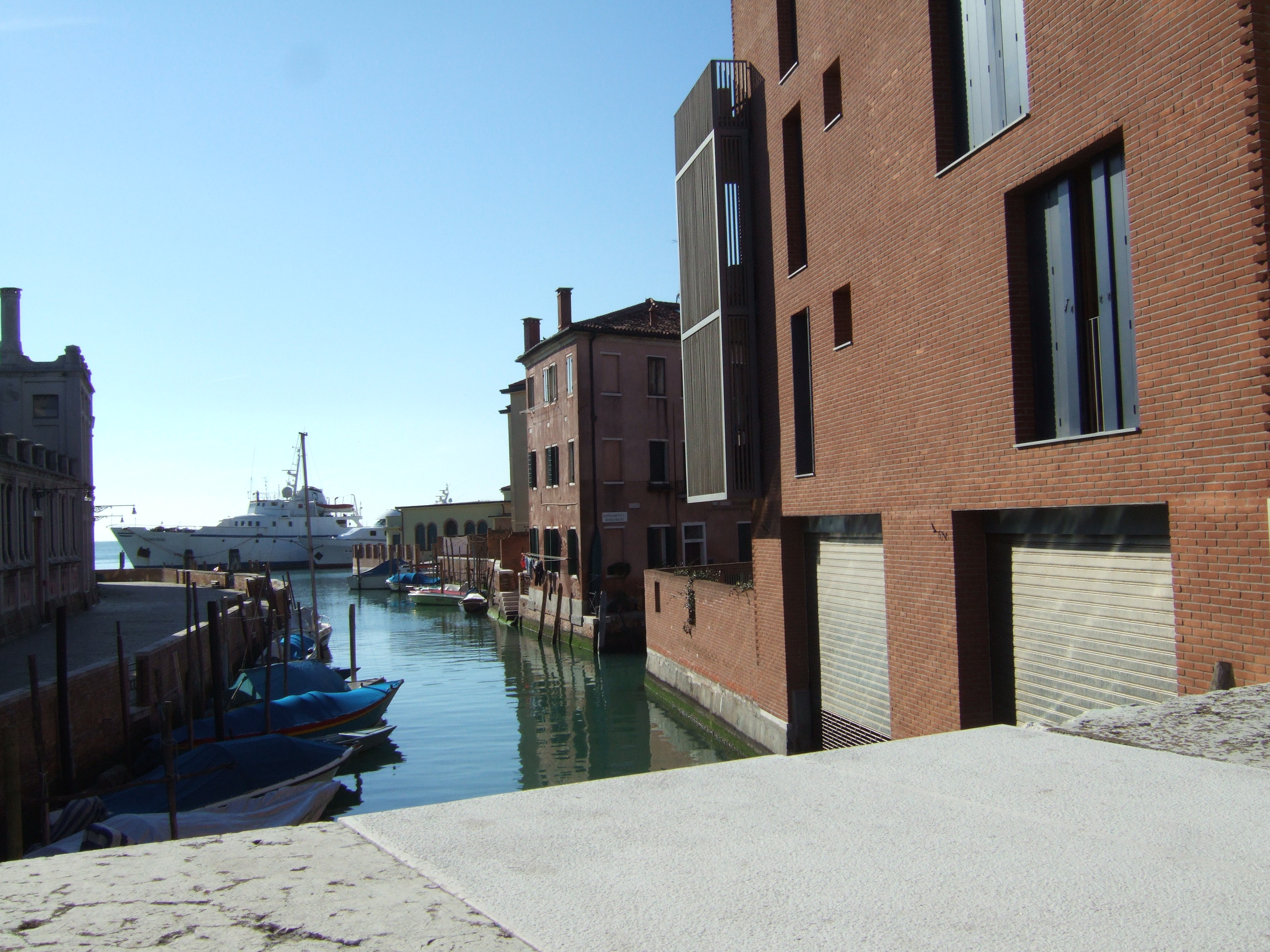
rives du rio Ponte Piccolo
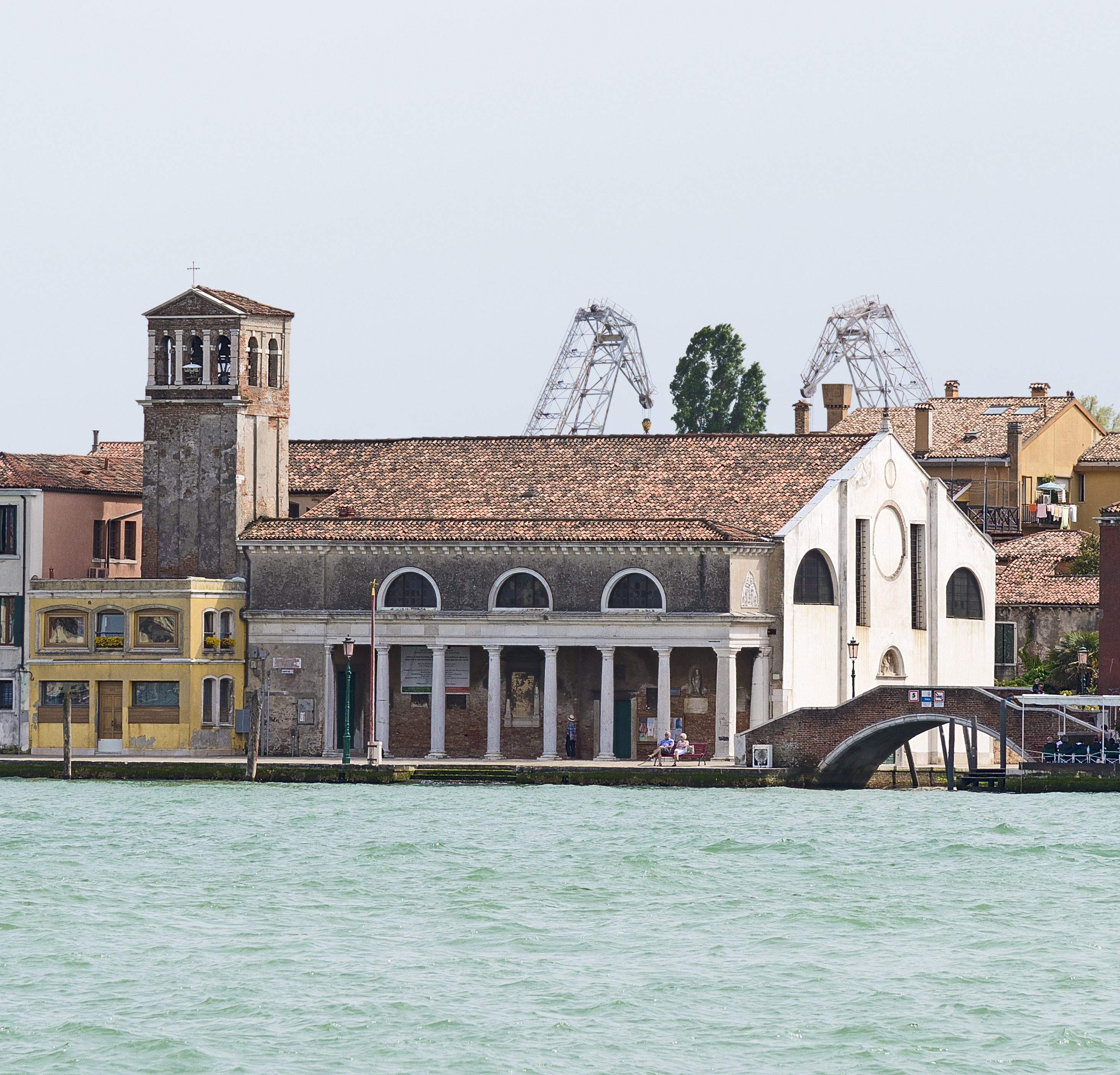
église et pont de Sant'Eufemia
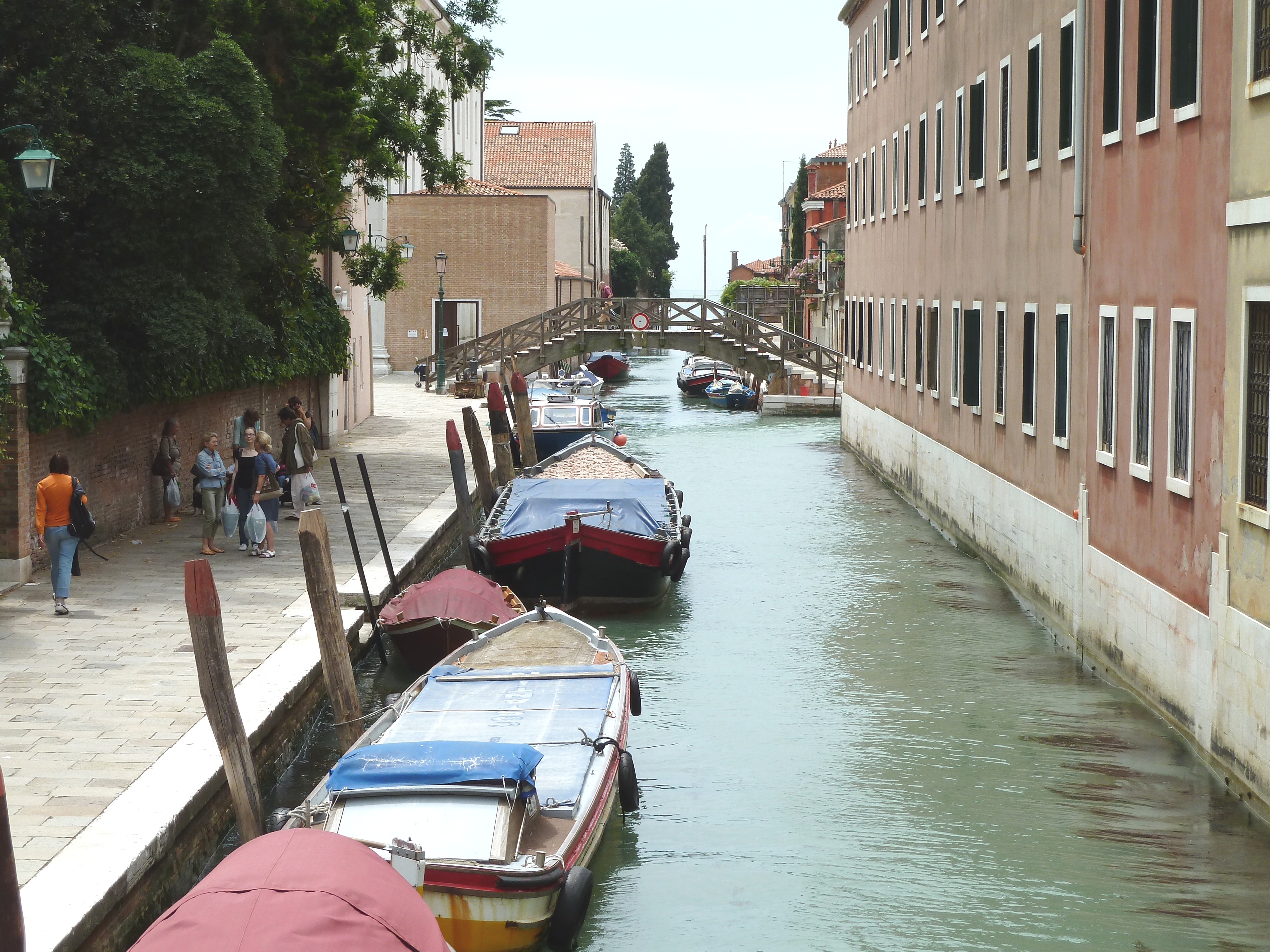
le fondamenta du rio Sant'Eufemia et le ponte Lagoscuro
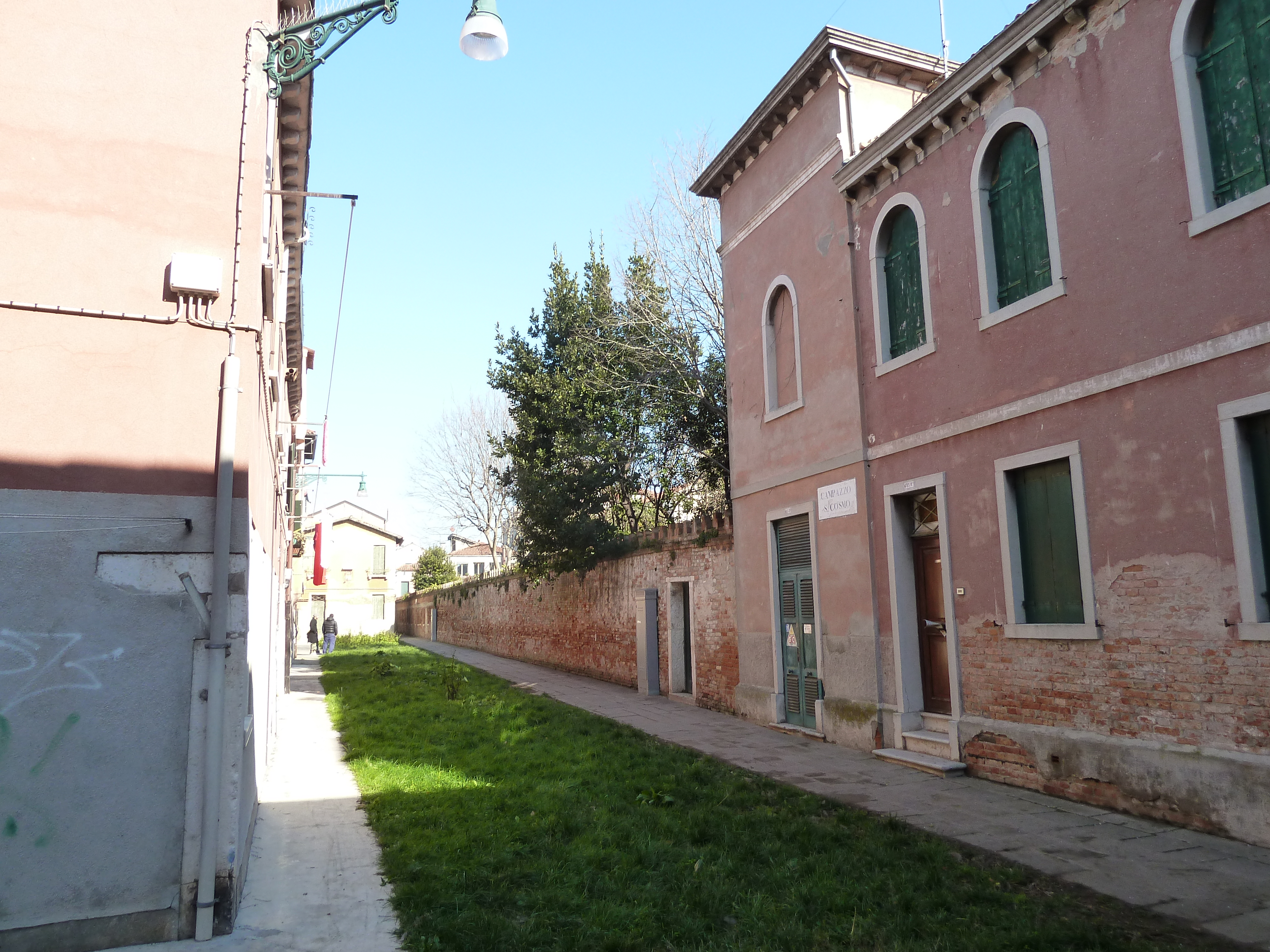
Campazzo San Cosmo près de l'ancienne église éponyme
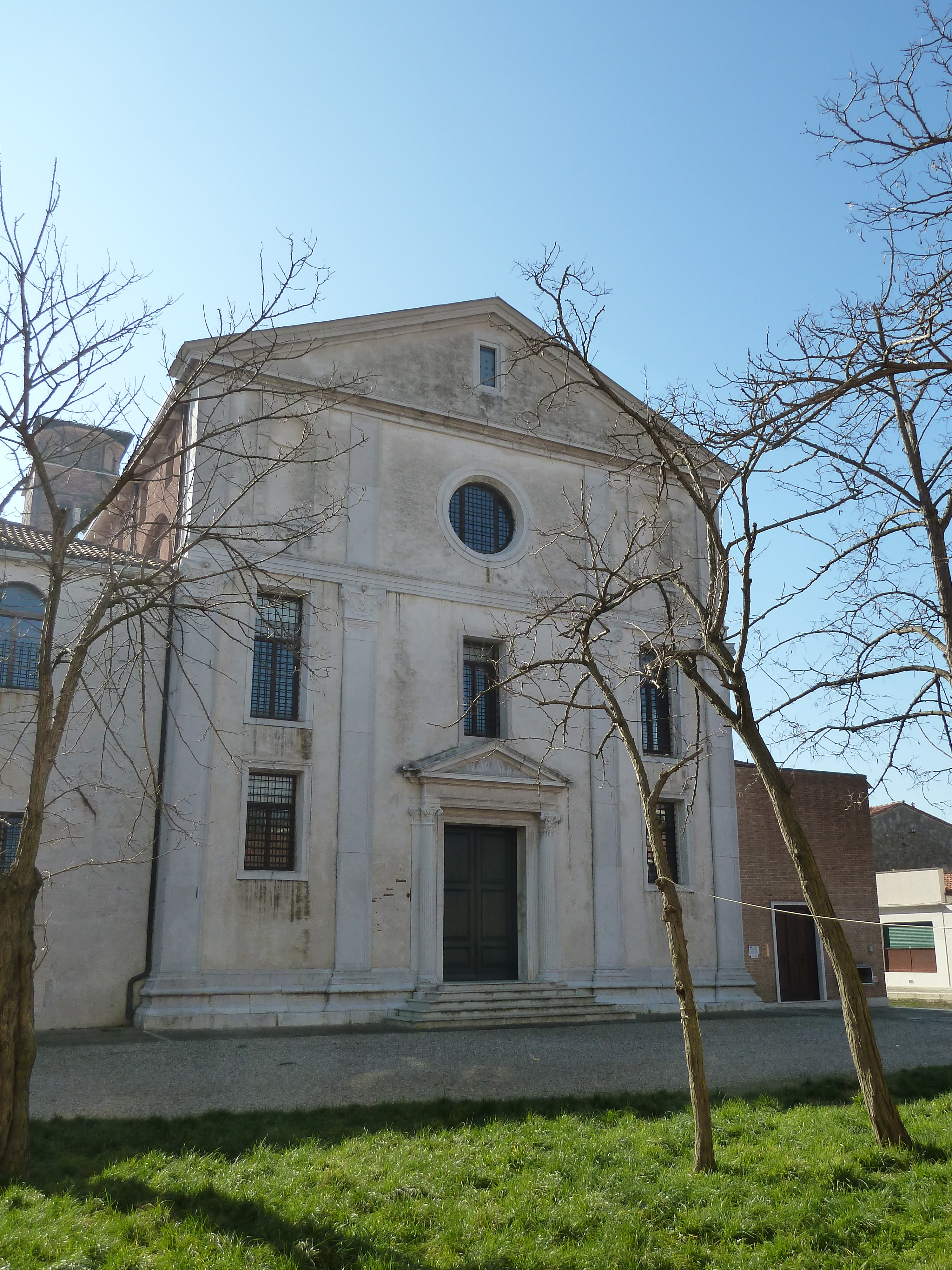
église Santi Cosma e Donato
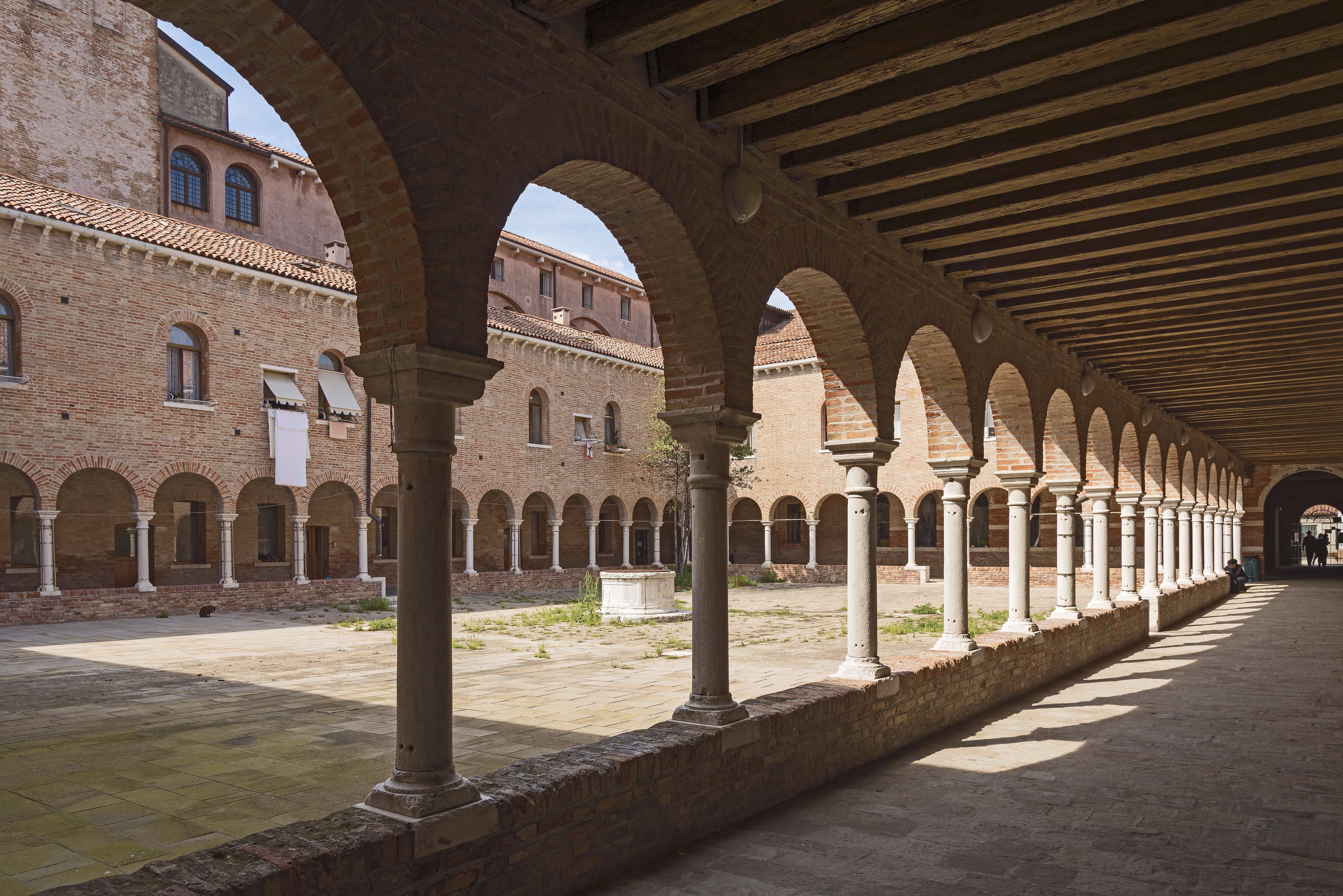
Le cloître de Santi Cosma e Damiano

La cinquième île, bordée au nord par le fondamenta San Biagio, à l'est par le rio de Sant'Eufemia et à l'ouest par le rio de San Biagio est scindée en deux par le rio de le Convertite. À son nord, on trouve d'anciennes usines, tels les établissements Fortuny et la brasserie Dreher, ainsi que quelques palazzetti à front de canal tandis qu'au sud, on trouve l'ancienne église et couvent des Convertite, convertis en prison de femmes, un quartier résidentiel, quelques friches et chantiers navals.

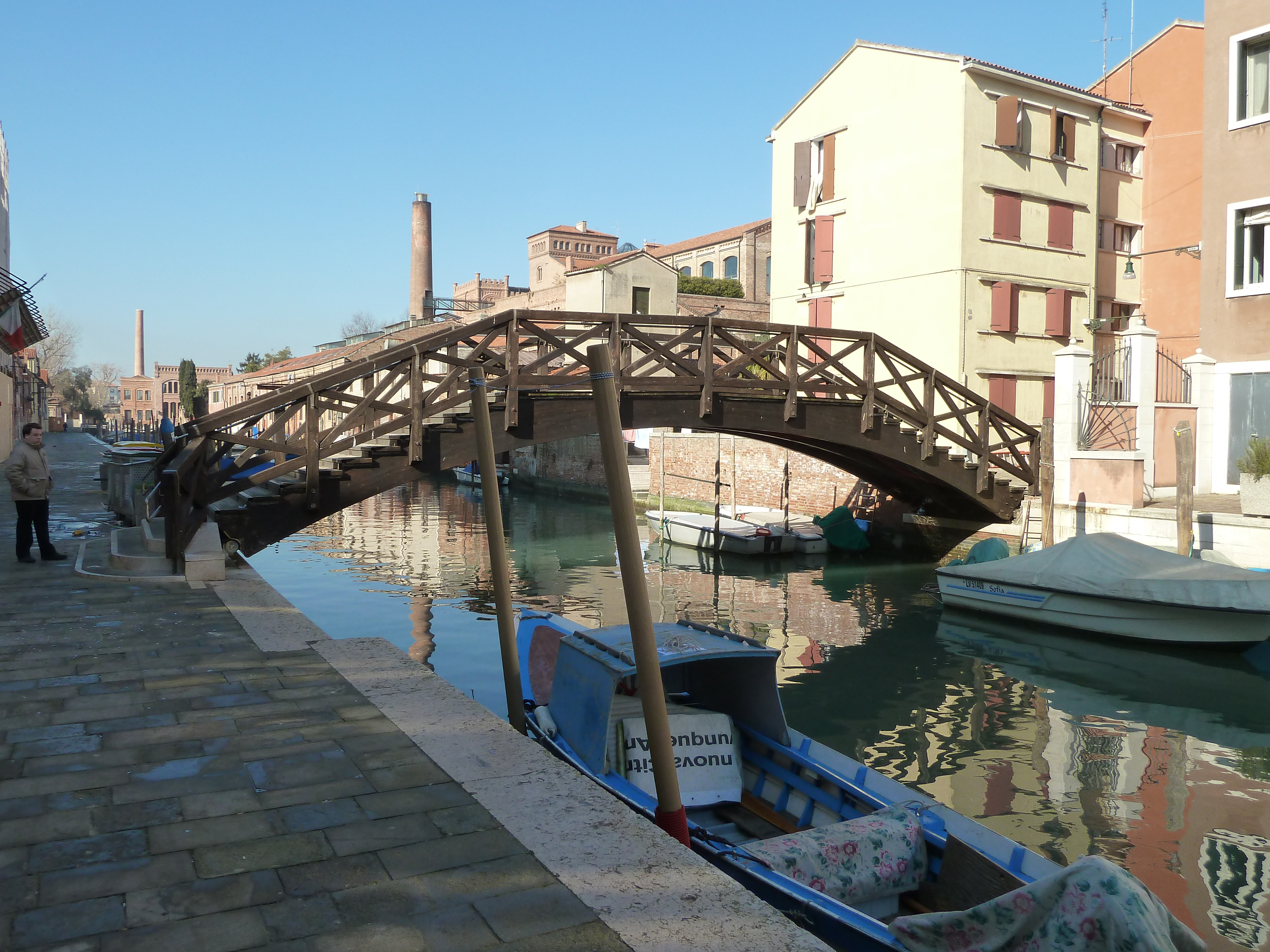
rio delle Convertite et son pont en bois
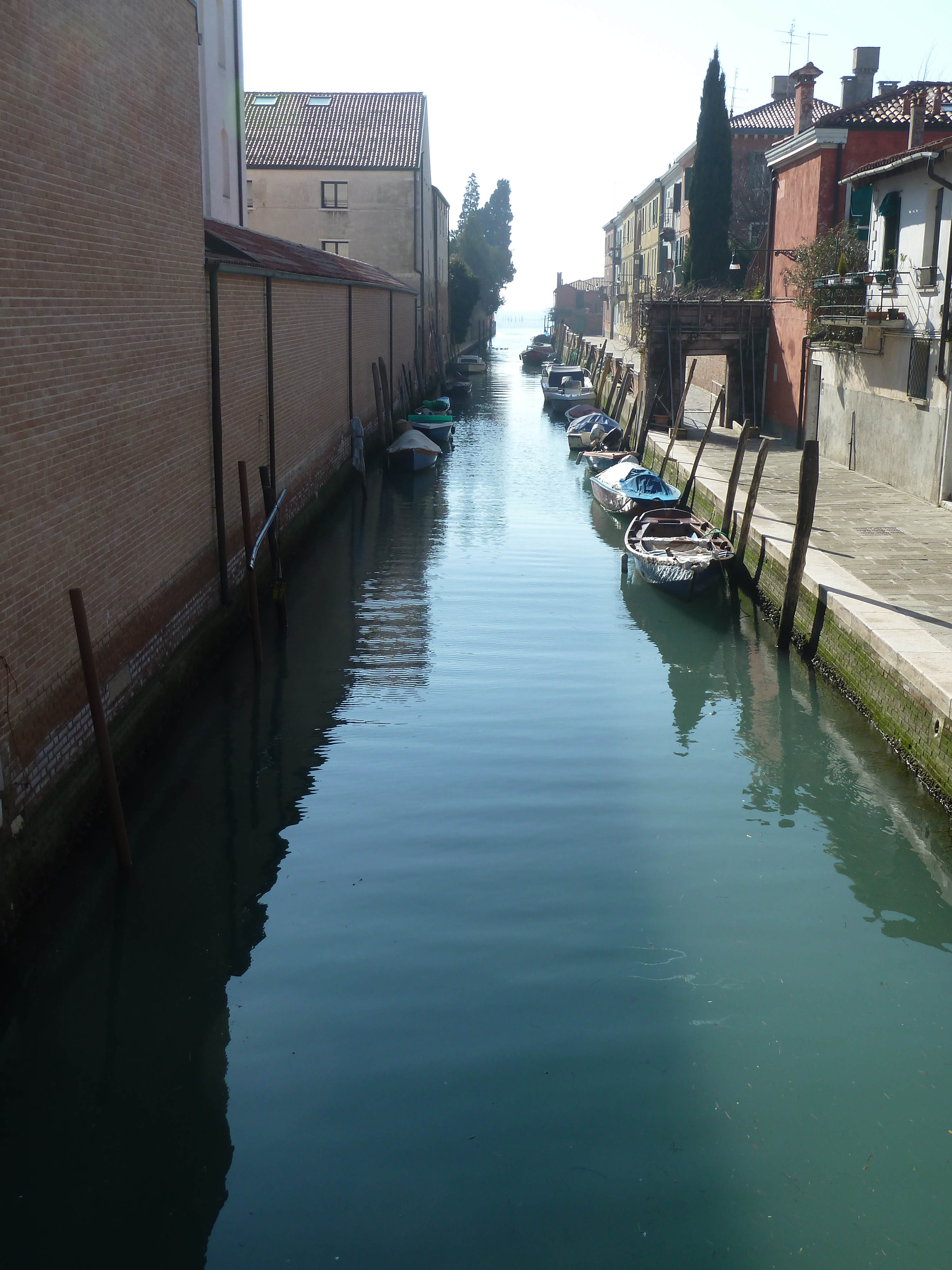
le fondamenta de la Rotonda le long du rio Sant'Eufemia
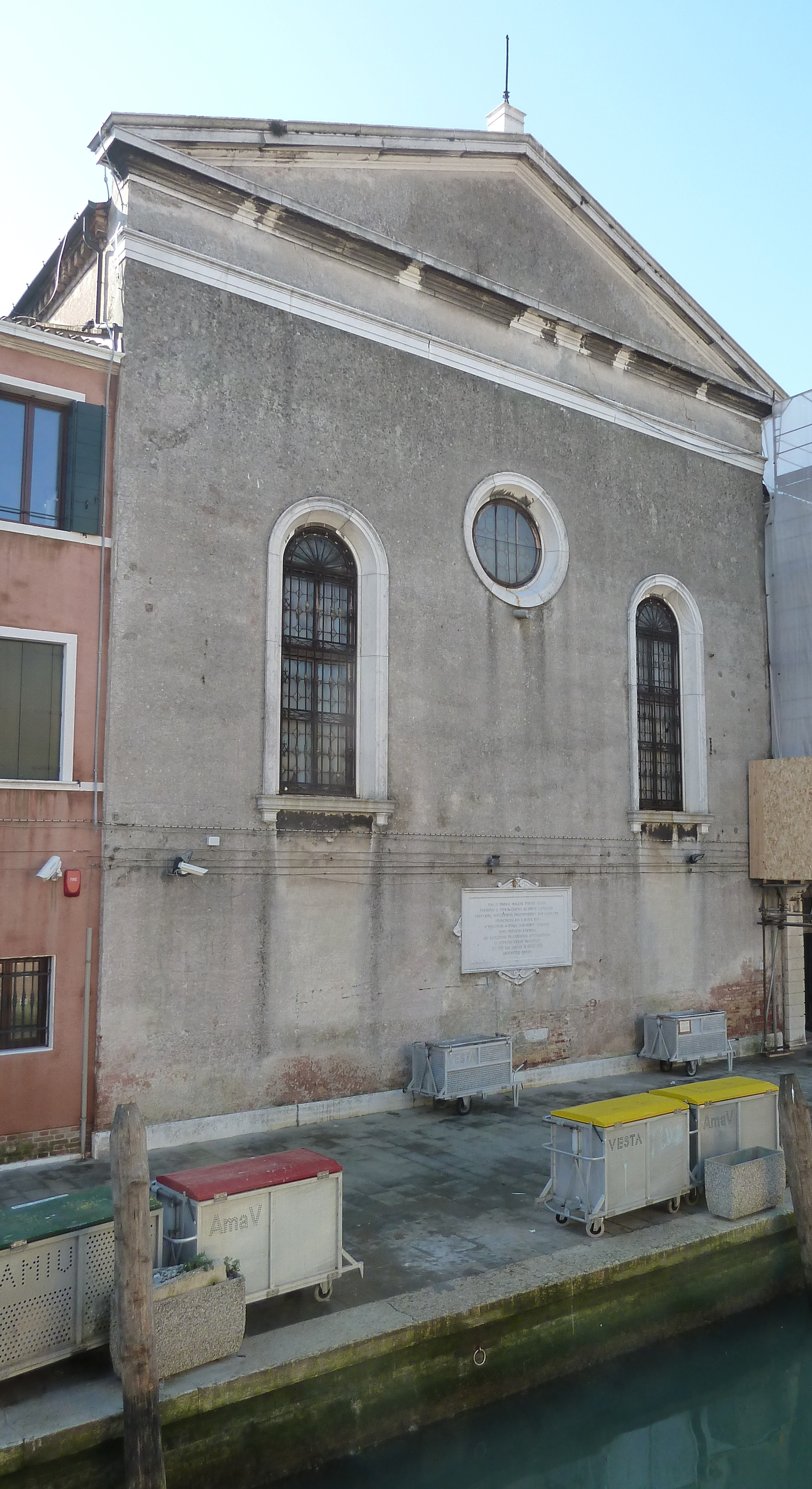
ancienne église des Convertite
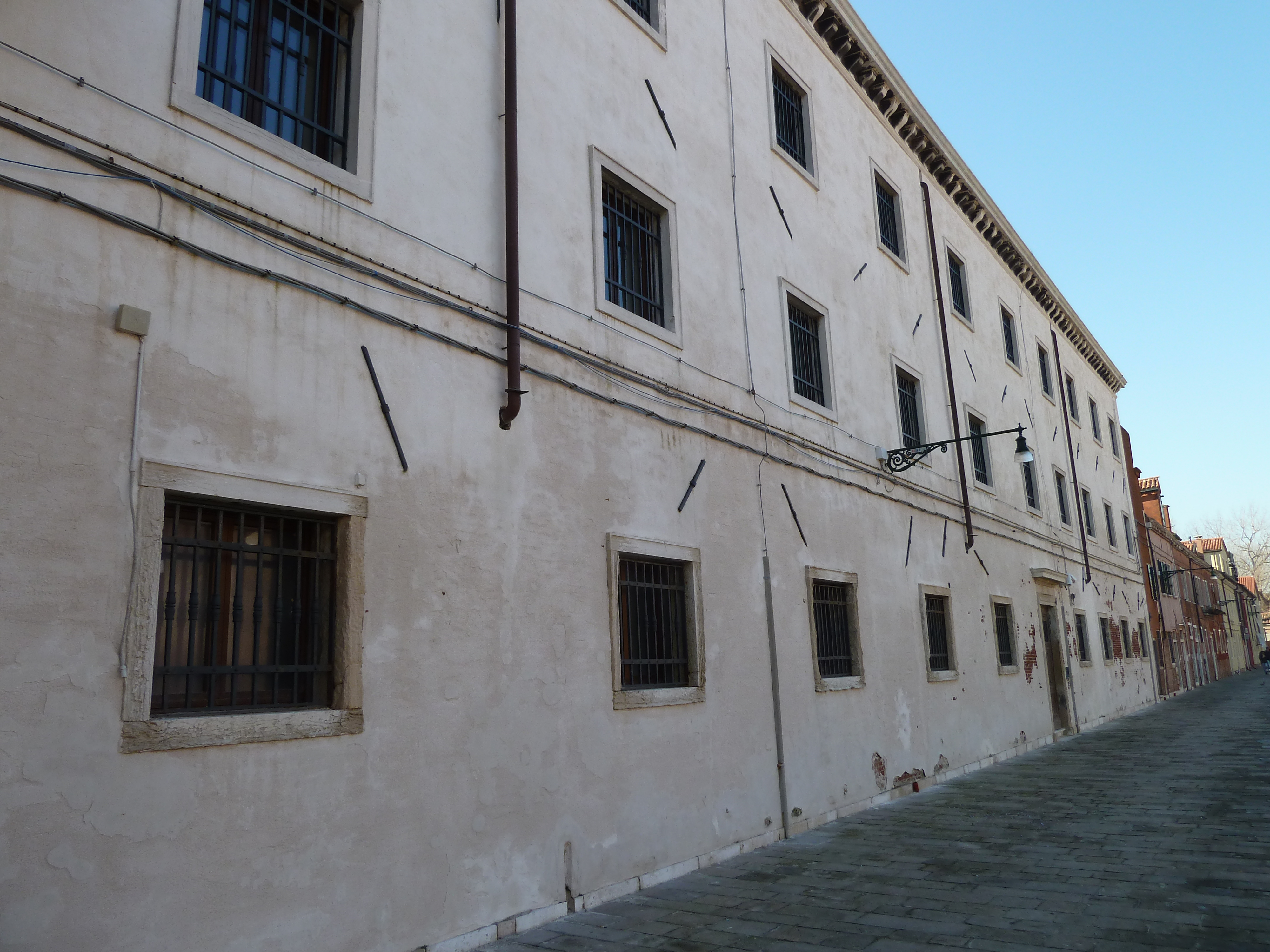
ancien couvent reconverti en prison de femmes
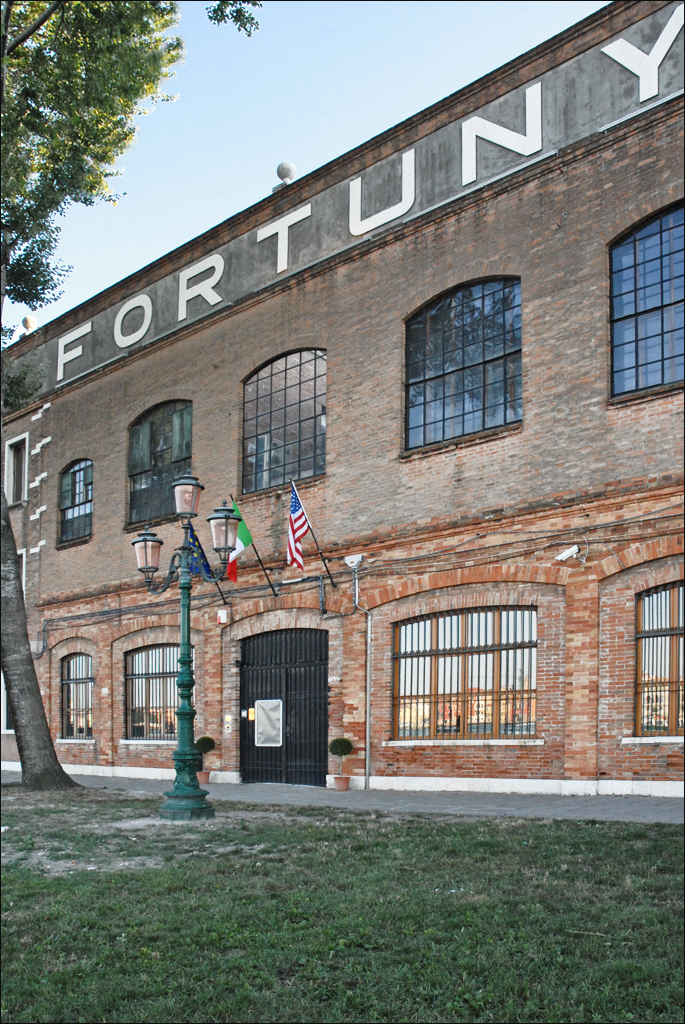
l'ancienne manufacture de tissus Fortuny
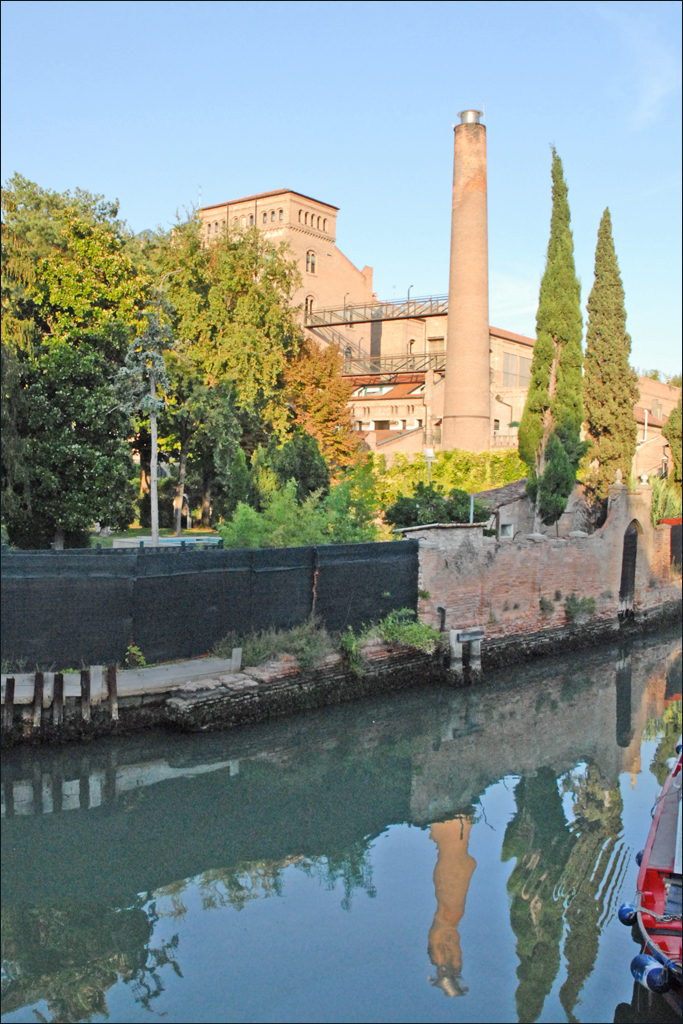
l'ancienne brasserie Dreher
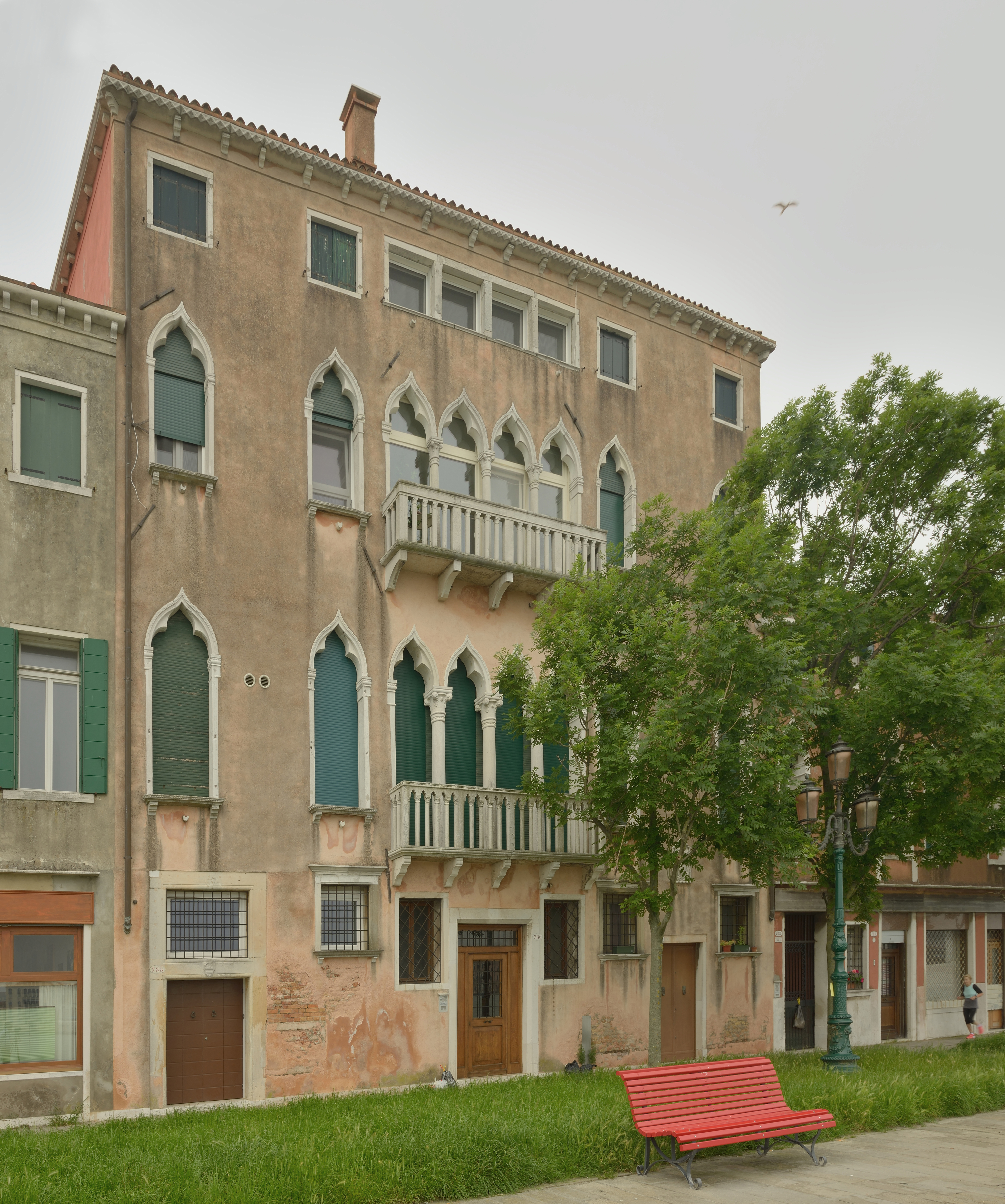
Le Palais Maffetti sur le fdta S. Biagio
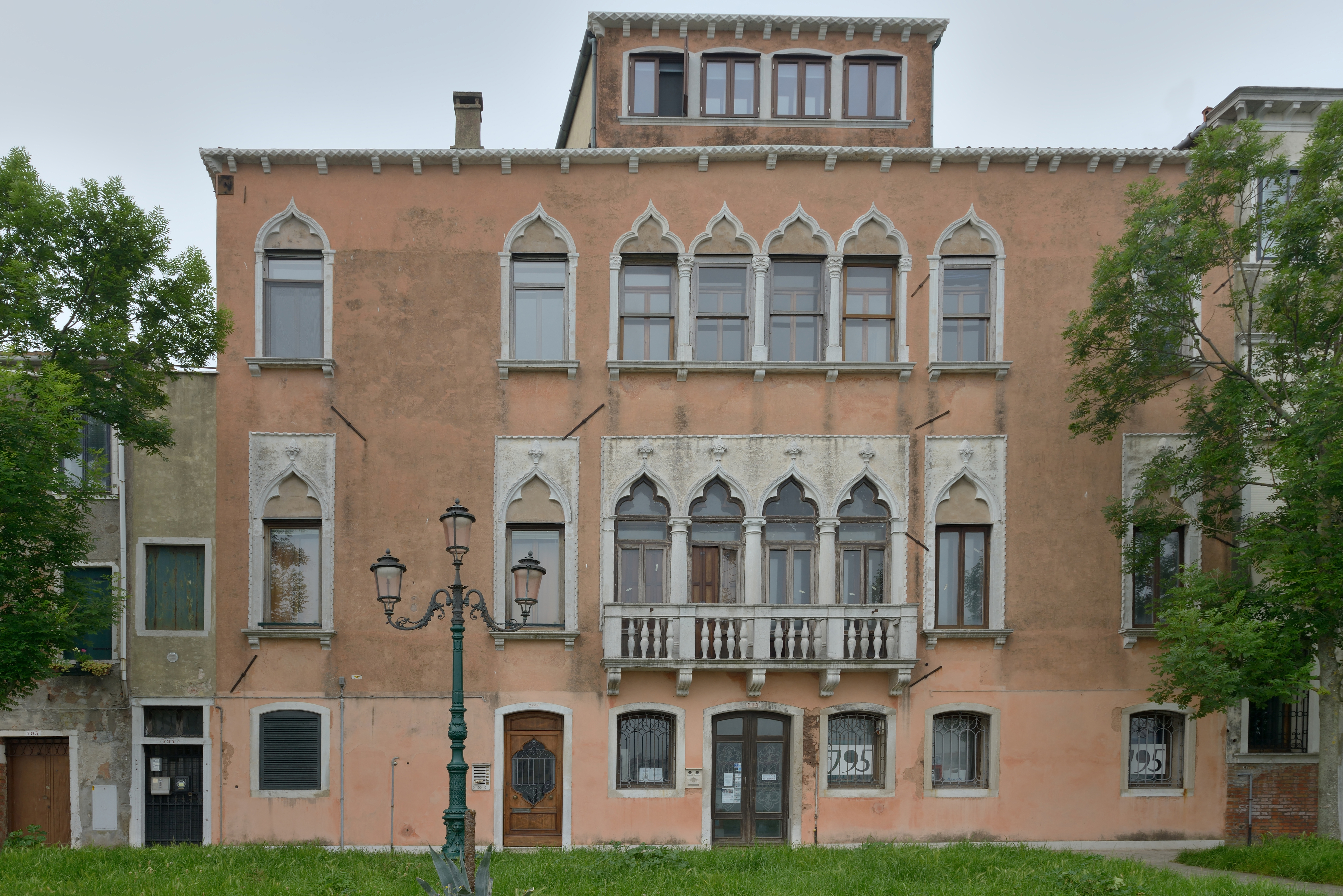
Le Palais Foscari sur le fdta S. Biagio

La sixième île, bordée à l'est par le rio de San Biagio et à l'ouest par le canal des Lavraneri est occupée au nord par les anciens moulins à farine Molino Stucky, convertis en hôtel de luxe. A l'ouest, le pont des Lavraneri mène à la Sacca Fisola, île artificielle résidentielle.

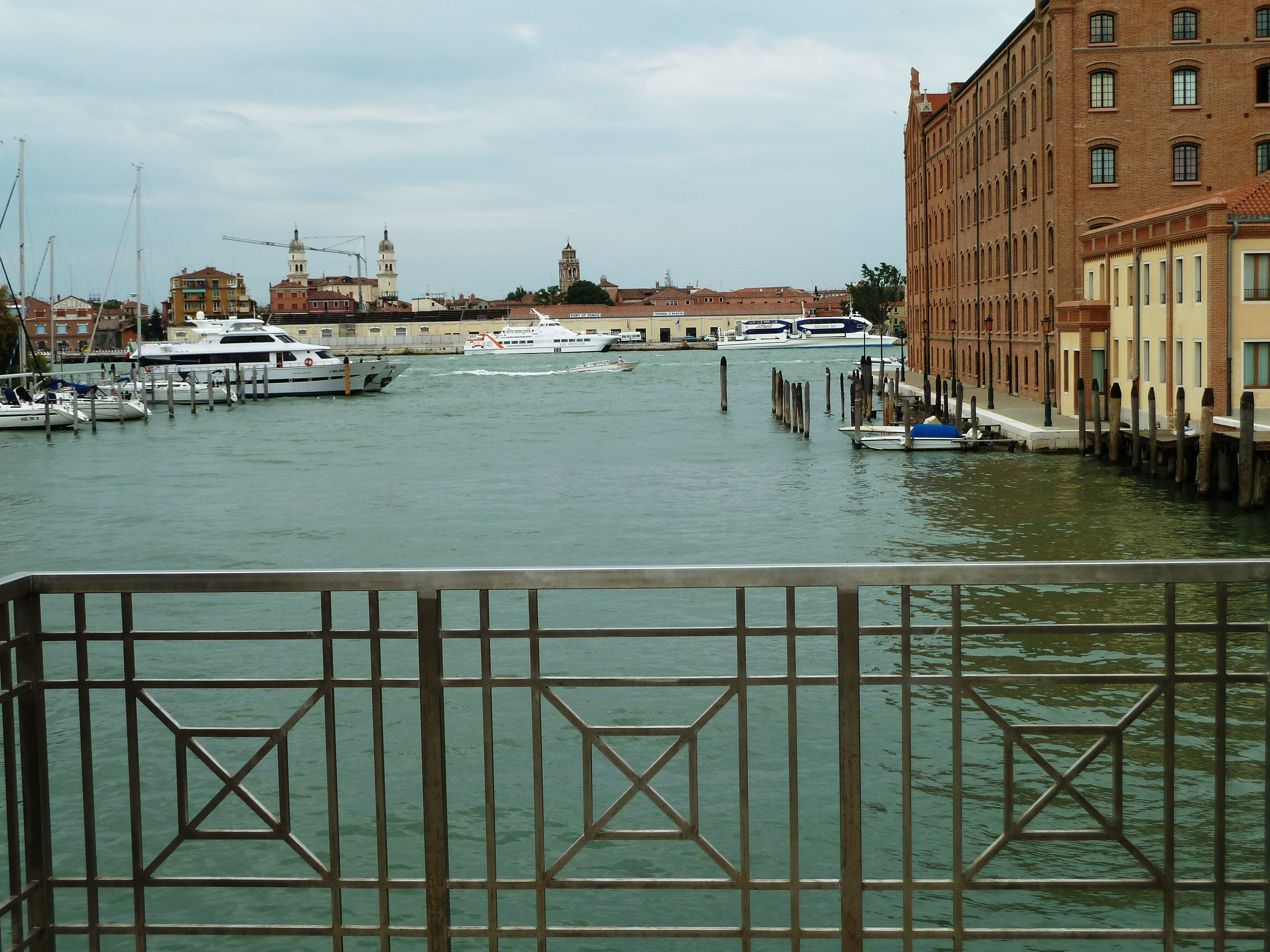
le canal des Lavraneri
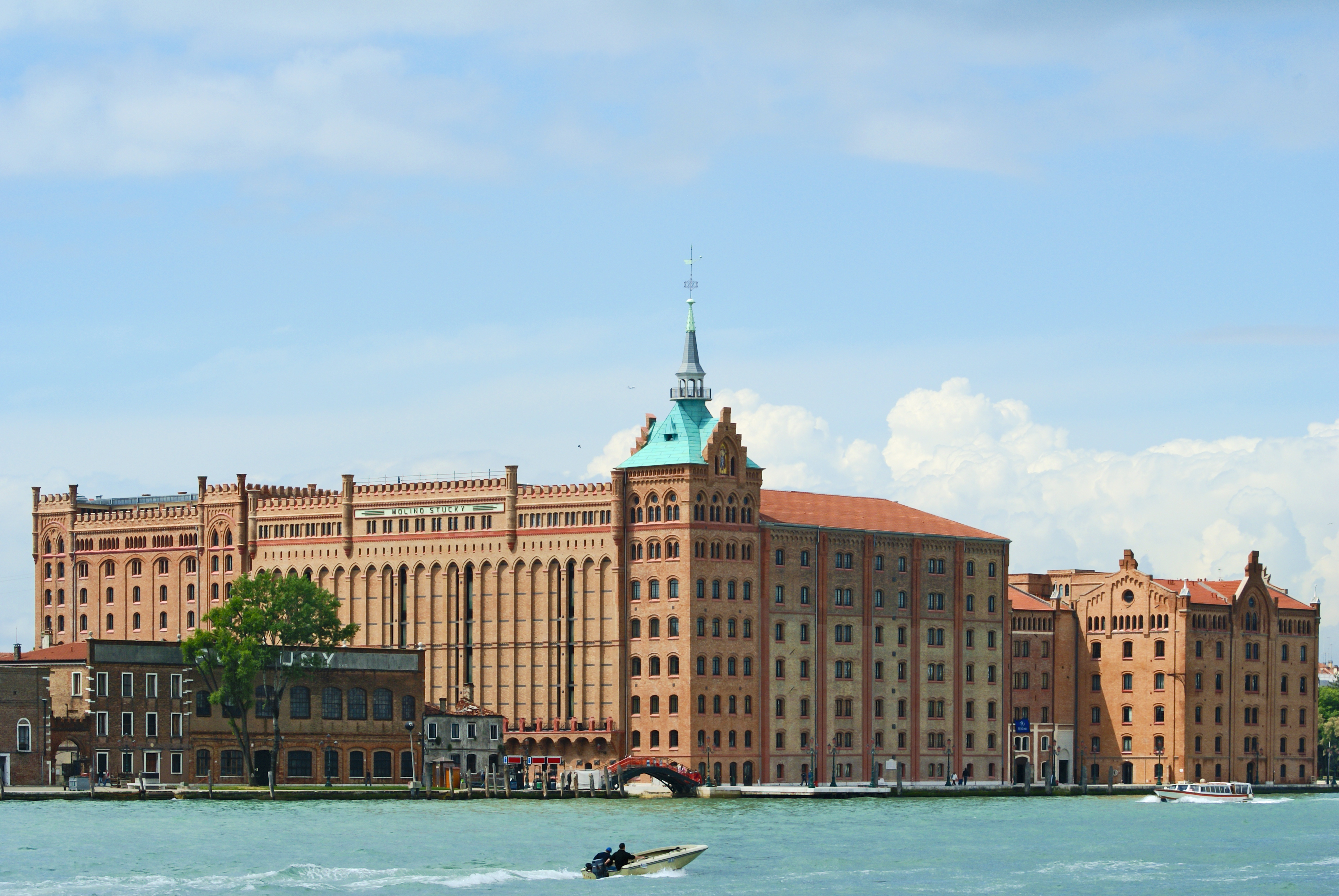
le Molino Stucky
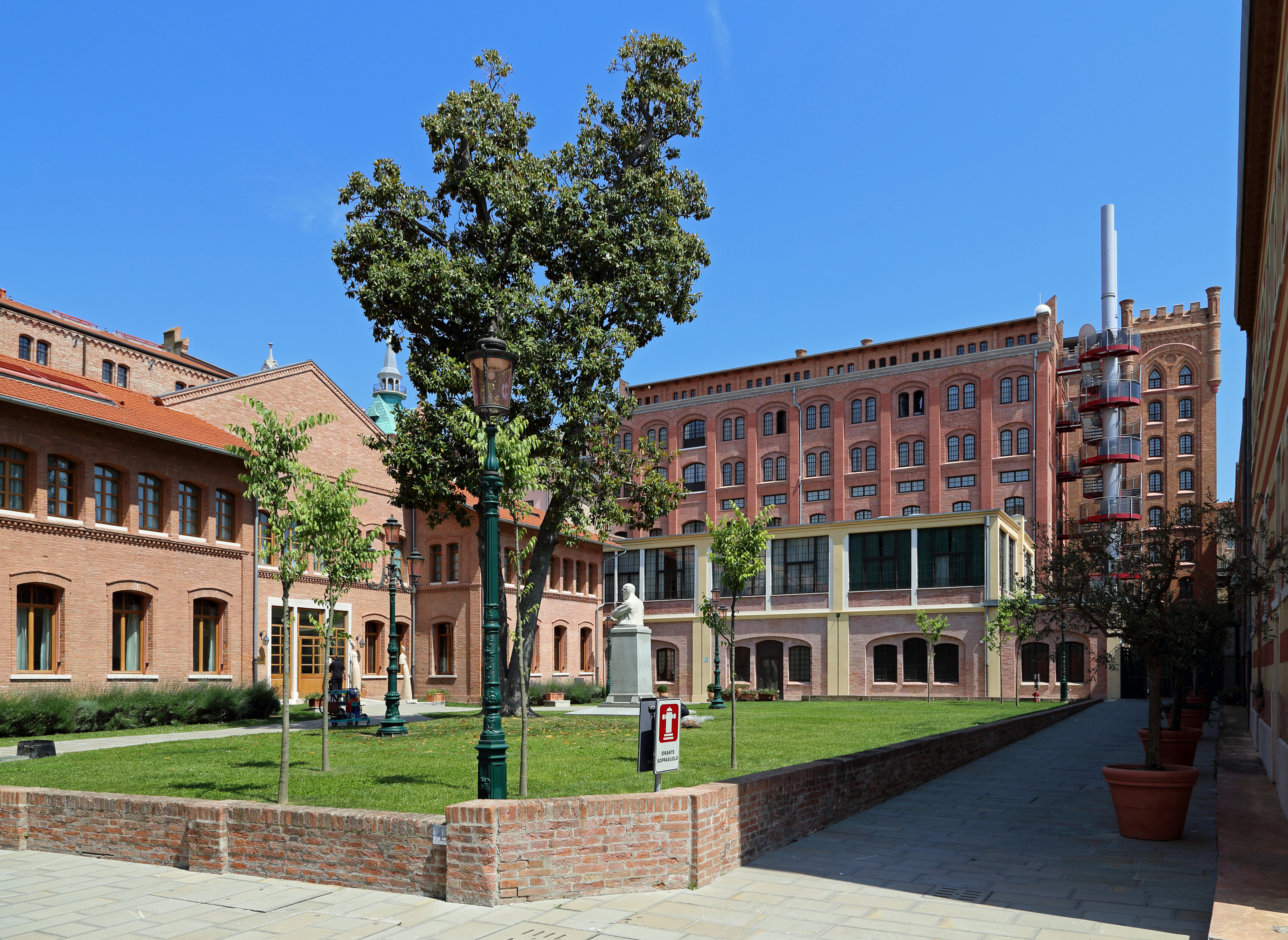
Jardin du Molino avec statue de Giovanni Stucky
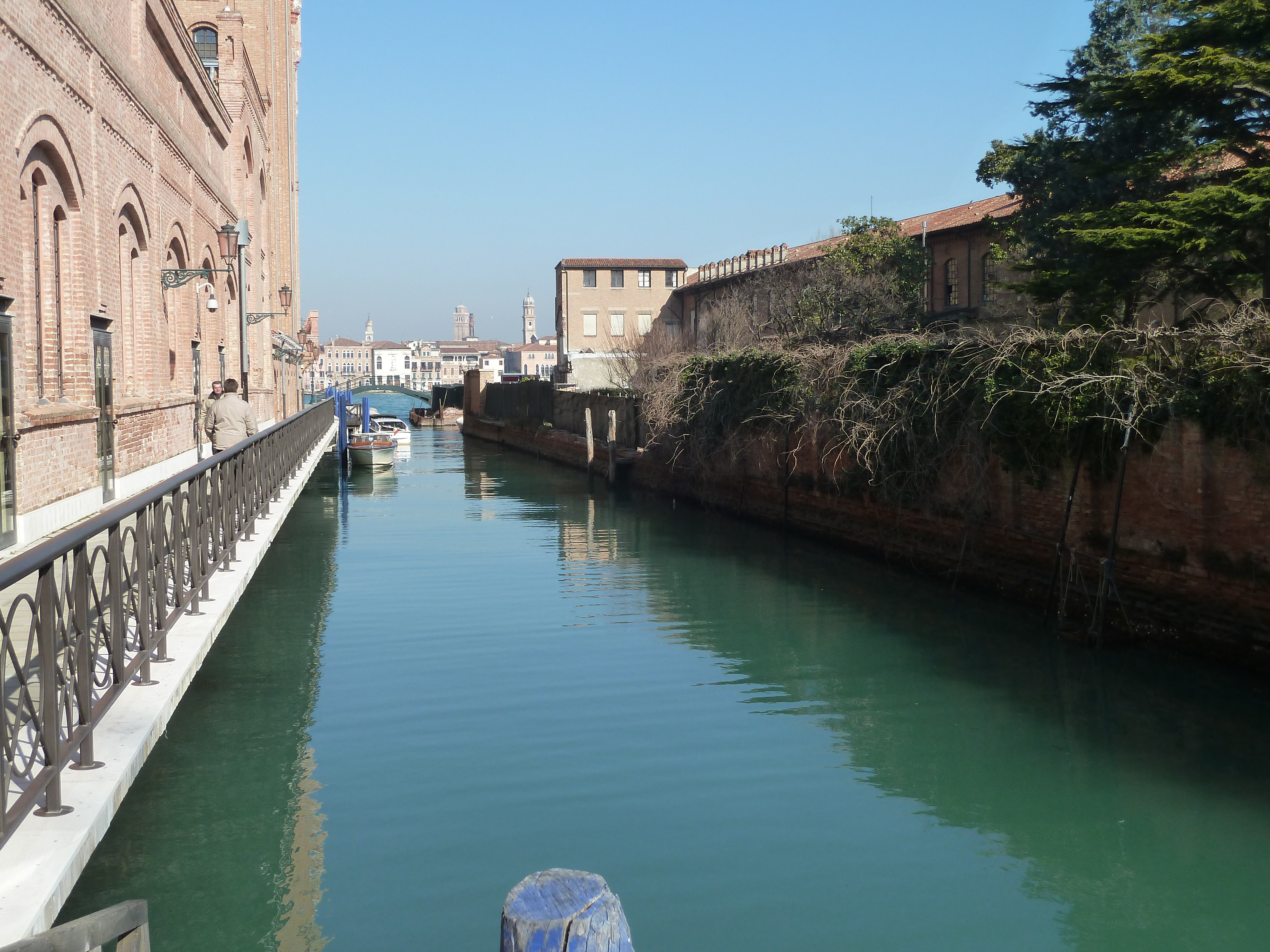
le rio de San Biagio
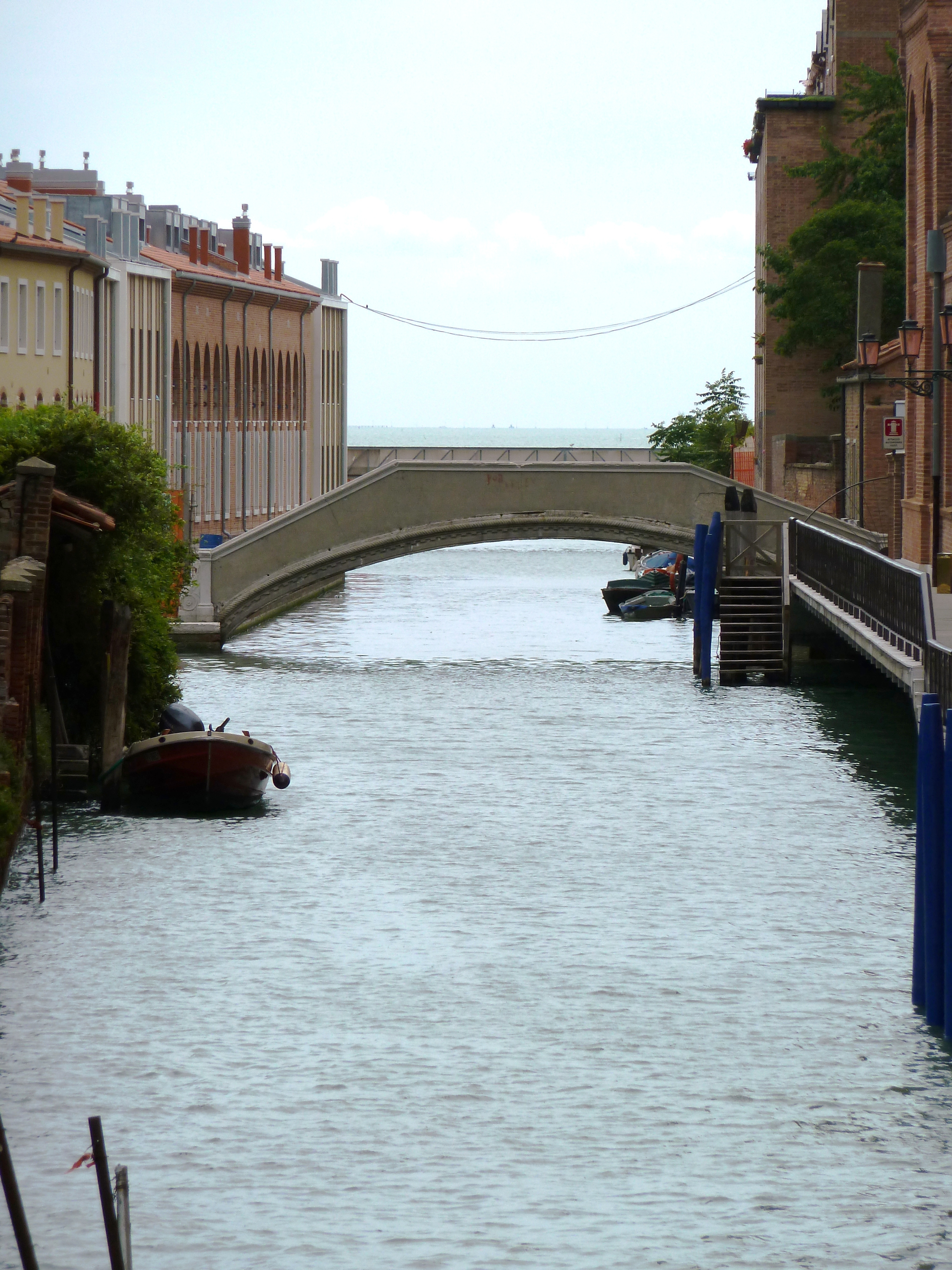
Le pont Priuli
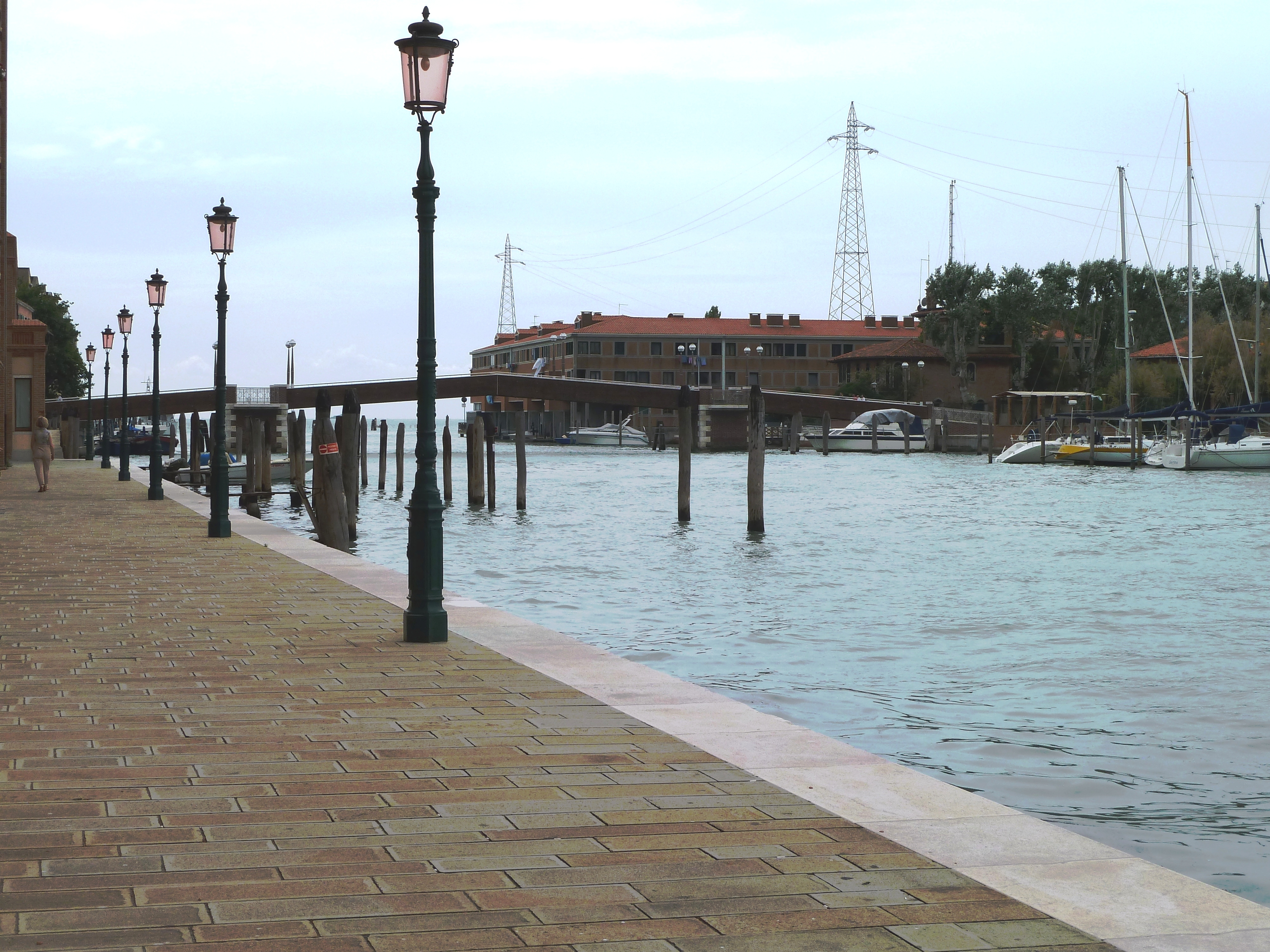
Le pont des Lavraneri menant vers la Sacca Fisola

## Dans la peinture de Guardi
Francesco Guardi, peintre de vedute au XVIIIe siècle l'a représentée à plusieurs reprises.

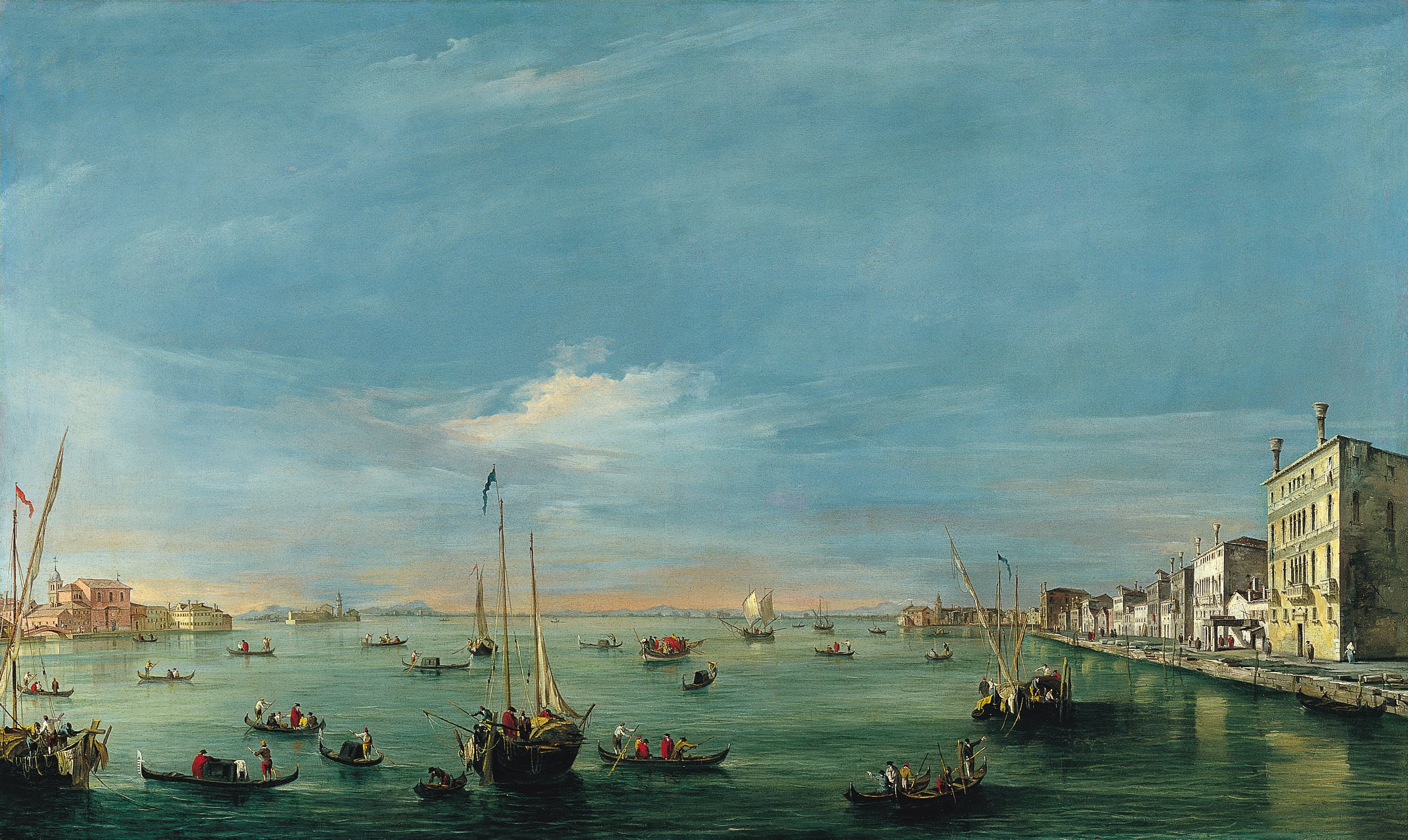
Canal de la Giudecca et les Zattere, 1757-1758 Musée Thyssen-Bornemisza, Madrid
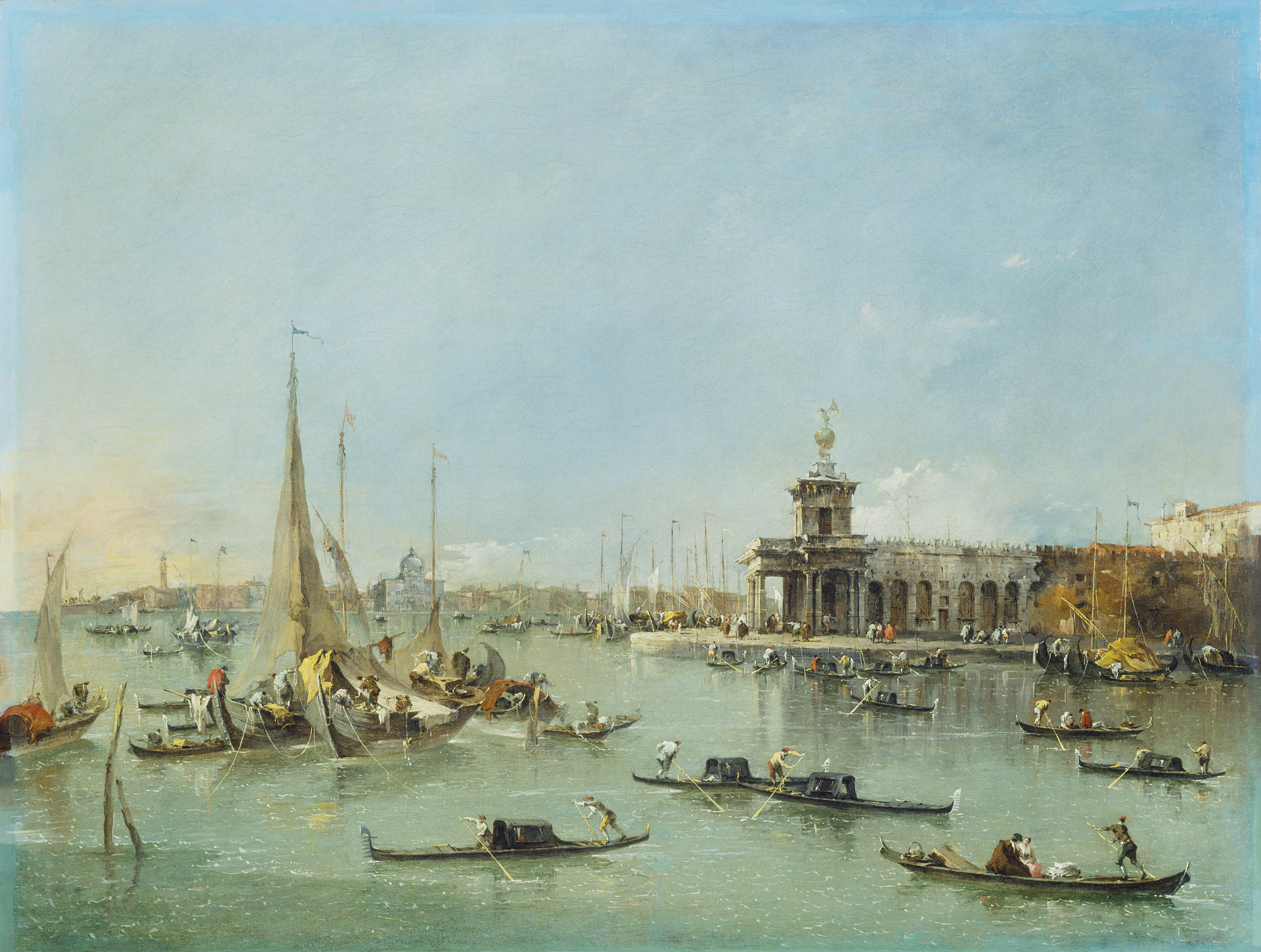
La douane et la Giudecca, vers 1770 Wallace Collection Londres
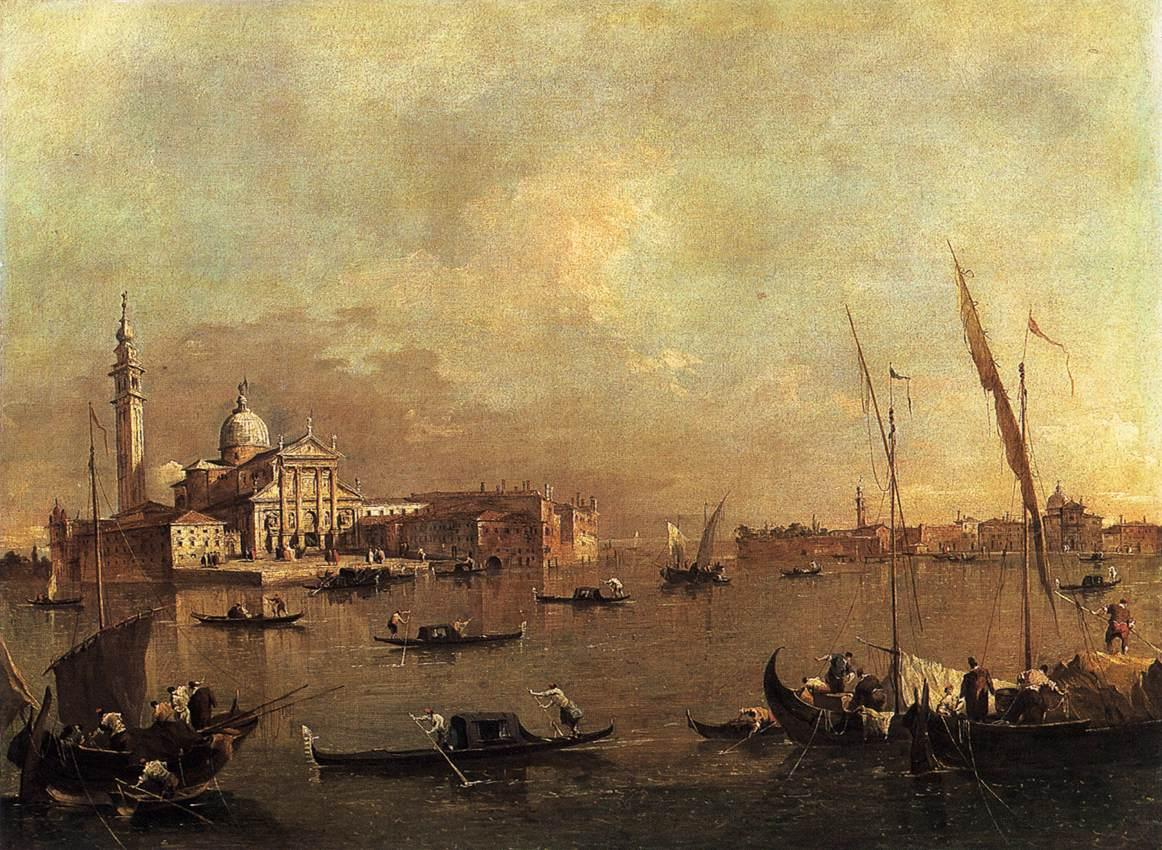
San Giorgio Maggiore avec la Giudecca et les Zitelle, 1775 Wallace Collection Londres
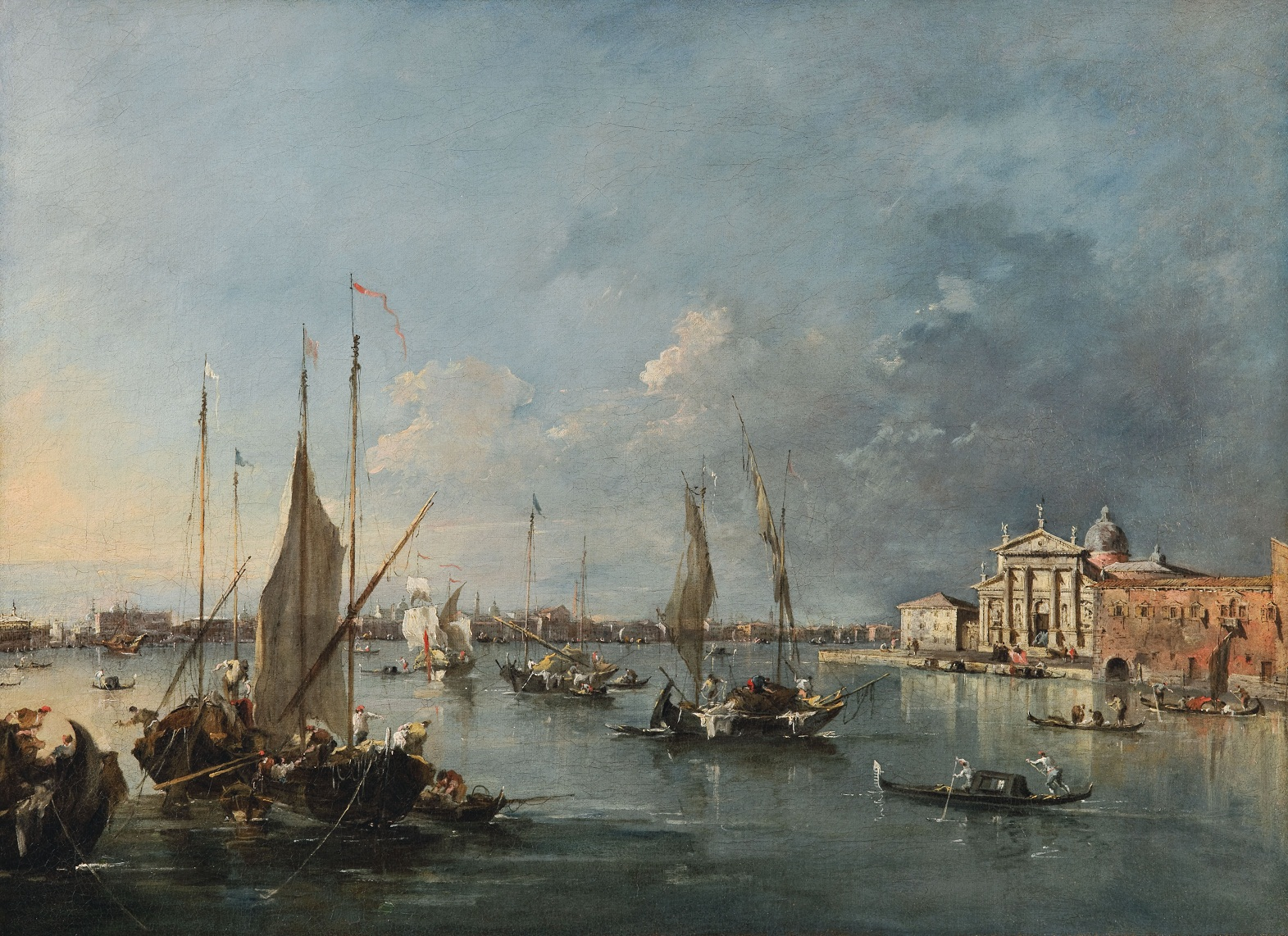
L’Église San Giorgio Maggiore vue de la Giudecca, 1775-1780 Fondation Custodia, Paris
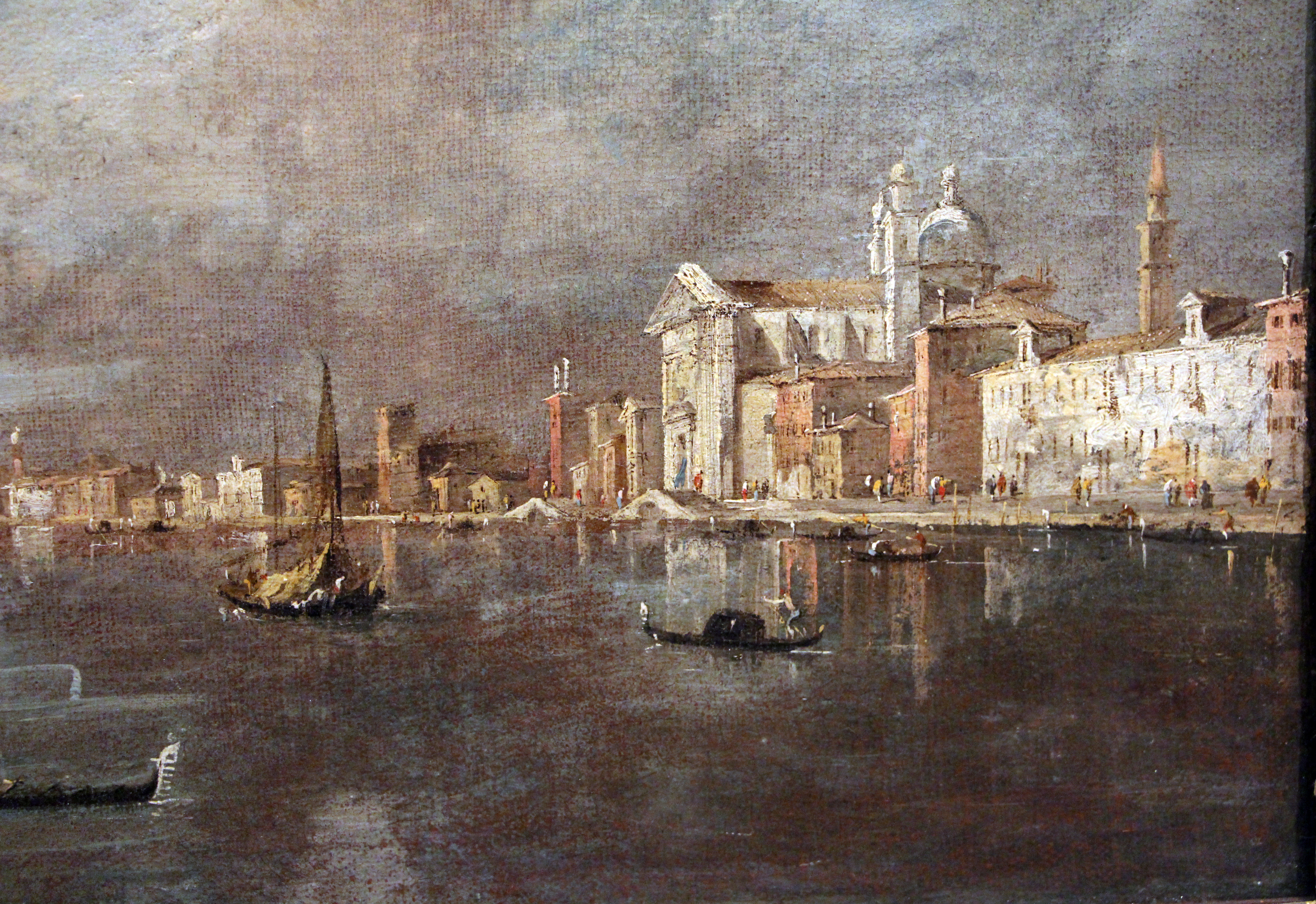
Vue de la Giudecca avec les Zattere, vers 1780 Musée du Louvre, Paris
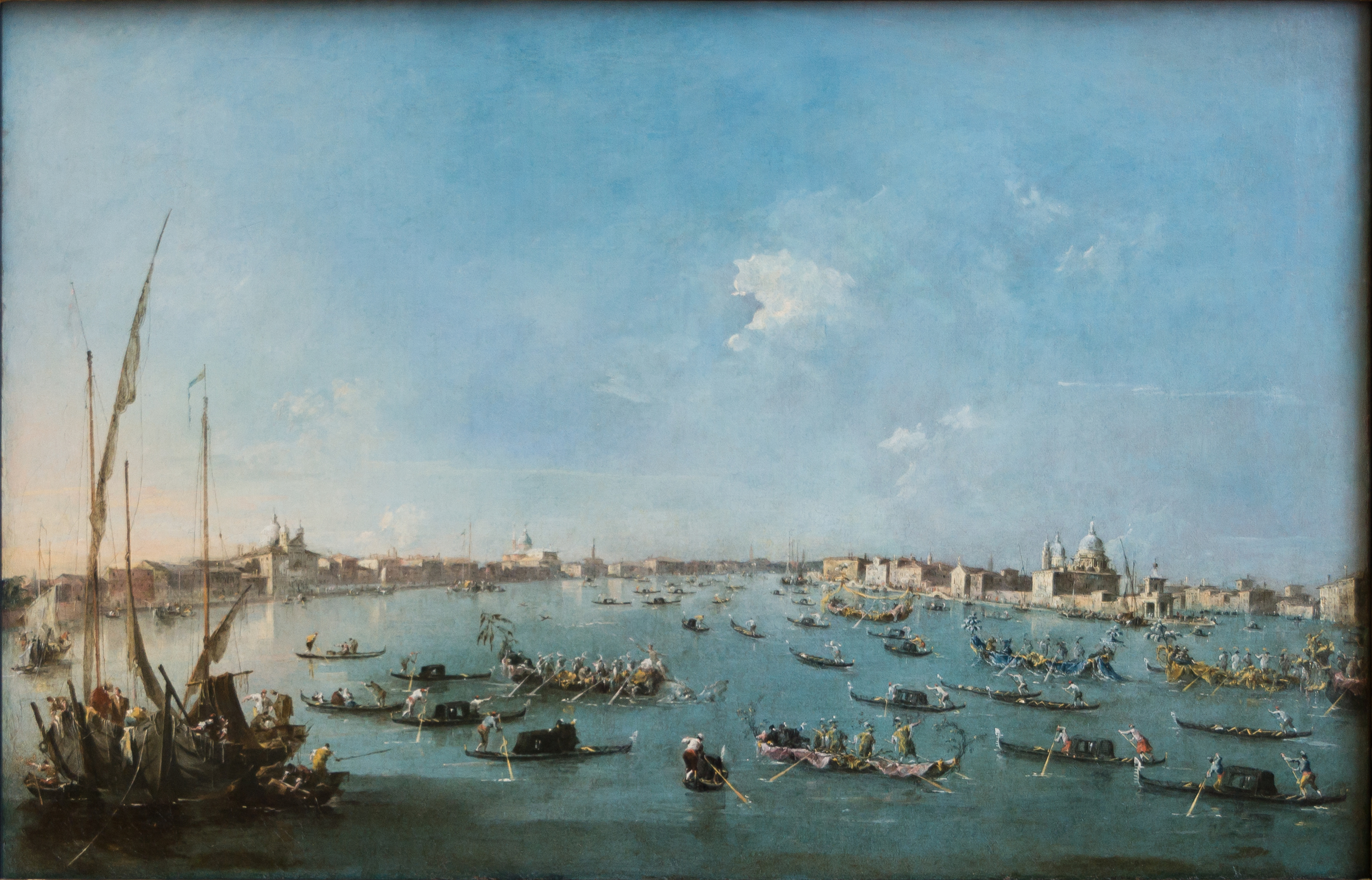
Regate sur le canal della Giudecca, 1784-1789 Alte Pinakothek, Munich